# Finnegans Wake
Finnegans Wake es una novela cómica del autor irlandés James Joyce. La escribió en París durante diecisiete años y la publicó en 1939, dos años antes de su muerte. Se caracteriza por su estilo experimental y por su fama de ser una de las obras más difíciles de entender de la literatura en inglés.
Tiene una concepción "esférica", en la que cada elemento es principio y fin del conjunto. En ella, el autor usa un lenguaje idiosincrásico con un amplio vocabulario y una sintaxis variable, que resulta de mezclar unidades lexicales del inglés y calambures y contracciones en otros idiomas. En este proceso, altera además la separación silábica para formar neologismos y recrear las experiencias oníricas. A su vez, el uso del monólogo interior, de las alusiones literarias y de las asociaciones libres, y el abandono de las convenciones de trama y de construcción de personajes hacen de este un libro difícil de asimilar y poco leído por el público general.
Aunque no hay consenso sobre algunos de sus temas centrales, sí lo hay sobre algunos rasgos generales de sus personajes y de su trama. Sus protagonistas pertenecen a la familia Earwicker, compuesta por el padre, Humphrey Chimpden Earwicker (HCE), su esposa Anna Livia Plurabelle (ALP) y sus tres hijos. Ellos son los mellizos Shem the Penman (el Escriba) y Shaun the Post (el Cartero), y su hermana Isobel (Issy), la menor. La trama se origina en un rumor sobre HCE. A través de una narración onírica no lineal, esta trata sobre los intentos de ALP de exonerarlo con una carta, sobre la intención de Shem de reemplazar a HCE, y sobre el ascenso de Shaun a la prominencia. Termina con un monólogo de ALP al amanecer. La primera frase es la continuación de la línea inconclusa del final, lo que define una estructura cíclica. Algunos expertos consideran que el libro se estructura en torno a Principios de ciencia nueva de Giambattista Vico.
Ocupa un lugar predominante en la literatura en inglés. Tiene grandes detractores, pero también notables defensores. Anthony Burgess la considera «una gran visión cósmica, uno de los pocos libros en el mundo que pueden hacernos estallar en carcajadas prácticamente en cada página». El crítico Harold Bloom lo describió como «la obra maestra de Joyce», y escribió: «[Si] alguna vez el mérito estético volviese nuevamente a definir el canon [Finnegans Wake] estaría tan cerca como nuestro caos podría llegar a estarlo de las alturas de Shakespeare y Dante». Para David L. Larsen es junto con Ulises una de las obras maestras del autor.

## Contexto y elaboración
Joyce comenzó a trabajar en Finnegans Wake poco después de la publicación de Ulises. Hacia 1924, algunos fragmentos aparecieron en forma serial en periódicos literarios parisinos como The Transatlantic Review y Transition. Llevaban el título de "fragments from Work in Progress" ["fragmentos de la Obra en marcha"]. El verdadero título fue secreto hasta la publicación íntegra el 4 de mayo de 1939. La reacción inicial a ambas publicaciones fue mala. Hubo desde burlas por la desestructuración de la lengua inglesa hasta hostilidad por su irrespeto por las convenciones formales de la novela.
La versión final tiene 628 páginas, pero se conservan más de 25.000 documentos relativos a su elaboración. Entre ellos, 14.000 notas en la Universidad de Búfalo, en el estado de Nueva York, y 9.000 páginas de manuscritos y pruebas mecanografiadas que Joyce entregó a su benefactora, Harriet Shaw Weaver, la primera archivera de su obra. En 1951, ella a su vez se las donó a la British Library.
Tras terminar Ulises, Joyce estaba exhausto y no escribió prosa durante un año. El 10 de marzo de 1923 le dijo en una nota a Weaver: «Ayer escribí dos páginas, las primeras desde el último "Sí" en Ulises. Después de encontrar una pluma, las copié con alguna dificultad en un gran cuaderno de doble hoja para poder leerlas». Es la referencia más temprana de lo que sería Finnegans Wake.

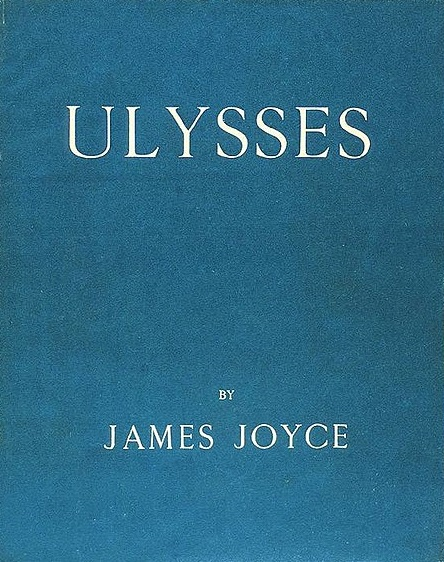
Joyce comenzó a trabajar en Finnegans Wake en 1923, un año después de la publicación de Ulises.

Esas dos páginas corresponden al sketch titulado Roderick O'Conor, que trata sobre el último rey histórico de Irlanda, que limpia tras la partida de sus invitados y bebe luego las sobras de sus vasos sucios. Joyce completó otros pasajes entre julio y agosto de 1923, mientras estaba de vacaciones en Bognor, al sur de Inglaterra. Los sketches tratan sobre diferentes elementos y personajes de la historia de Irlanda. Otros son "Tristán e Isolda", "San Patricio y el druida", "Kevin's Orisons" y "Mamalujo". Aunque de una u otra manera estas secciones se incorporarían al libro, no recogen ni los protagonistas ni la trama que luego lo estructuran. Las primeras señales de lo que más tarde lo caracterizaría llegaron en agosto de 1923, cuando Joyce escribió la sección "Here Comes Everybody" ("Aquí vienen todos"), que por primera vez trata sobre el protagonista, HCE.
Durante los años siguientes, el método de Joyce se hizo «cada vez más obsesivo en la toma de notas, pues el autor pensaba que cualquier palabra que escribiese debía antes registrarse en alguna libreta». Al incorporarlas al texto, aumentaron su densidad y su oscuridad.
Hacia 1926 Joyce había hecho importantes avances en los Libros I y III. Geert Lernout asegura que la obra mostraba en ese estado temprano «un verdadero foco argumental, que se desarrolló a partir del sketch "Here Comes Everybody": la historia de HCE, de su esposa e hijos. También encontramos otras aventuras de HCE y comentarios de las mismas en los capítulos 2–4, una descripción de la carta de su esposa ALP en el 5, una denuncia de su hijo Shem en el 7, un diálogo sobre ALP en el 8. Estos textos [...] conforman una unidad». También en 1926 Joyce conoció a Maria y Eugene Jolas en París, justo cuando este nuevo trabajo empezaba a generar una creciente reacción negativa entre el público y la crítica, incluido el rechazo por parte del periódico The Dial de publicar cuatro capítulos del Libro III, en septiembre de 1926. Los Jolas le dieron a Joyce nuevos ánimos y en los años siguientes también apoyo material durante el largo proceso de escritura del texto; publicaron asimismo algunas secciones en su revista literaria Transition, bajo el título de Work In Progress. Durante algunos años Joyce escribió los capítulos I.1 y I.6, revisó segmentos ya escritos para hacerlos verbalmente más complejos, y en general trabajó con velocidad.
Desde ese entonces, sin embargo, antiguos entusiastas como Ezra Pound o el hermano del autor Stanislaus Joyce se mostraron cada vez más críticos. Para propiciar un clima más favorable, un grupo de partidarios de Joyce (entre ellos Samuel Beckett, William Carlos Williams y Rebecca West) reunieron una colección de ensayos sobre la obra, que se publicó en 1929 como Our Exagmination Round His Factification for Incamination of Work in Progress. En julio de 1929, cada vez más desanimado por la mala recepción, Joyce consultó con su amigo James Stephens la posibilidad de que este lo completara. Le escribió a Weaver a finales de 1929 que había «explicado [a Stephens] todo sobre el libro, por lo menos en gran detalle, y me prometió que si me parecía demente continuar, en mi estado, y no veía otra alternativa, que se consagraría en cuerpo y alma a completar lo que falta, es decir la segunda parte y el epílogo o cuarta». Al parecer Joyce escogió a Stephens por razones de superstición, pues ambos habían nacido en el mismo hospital, con una semana de diferencia, y porque su amigo compartía el nombre del alter ego de Joyce, Stephen Dedalus. Sin embargo, a Stephens finalmente nunca se le pidió que llevase a cabo esa tarea.
En los años 1930, mientras escribía los Libros II y IV, el ritmo de trabajo disminuyó considerablemente por la muerte en 1931 de su padre, John Joyce, el deterioro de la salud mental de su hija Lucia y sus propios problemas, en particular su vista, cada vez más deficiente.
Tras diecisiete años, Finnegans Wake se publicó en forma de libro el 4 de mayo de 1939. Joyce murió dos años más tarde en Zúrich, el 13 de enero de 1941.

## Trama
La novela tiene diecisiete capítulos, divididos en cuatro Libros. El Libro I contiene ocho capítulos. El II y el III, cuatro respectivamente. Y el IV, solo uno, que además es corto. Ninguno tiene título. Aunque Joyce nunca dio posibles títulos (como sí lo hizo con Ulises), los incluyó en varias secciones publicadas separadamente (vid. infra). La crítica, sin embargo, acostumbra indicar el libro en números romanos y el capítulo en arábigos, de modo que III.2, por ejemplo, indica que se trata del segundo capítulo del tercer libro.
Dado el enfoque fluido y mudable de los personajes y la trama, sigue sin alcanzarse una sinopsis generalmente consensuada y definitiva. Este sumario cuenta con un consenso amplio, aunque no universal.

### Libro I

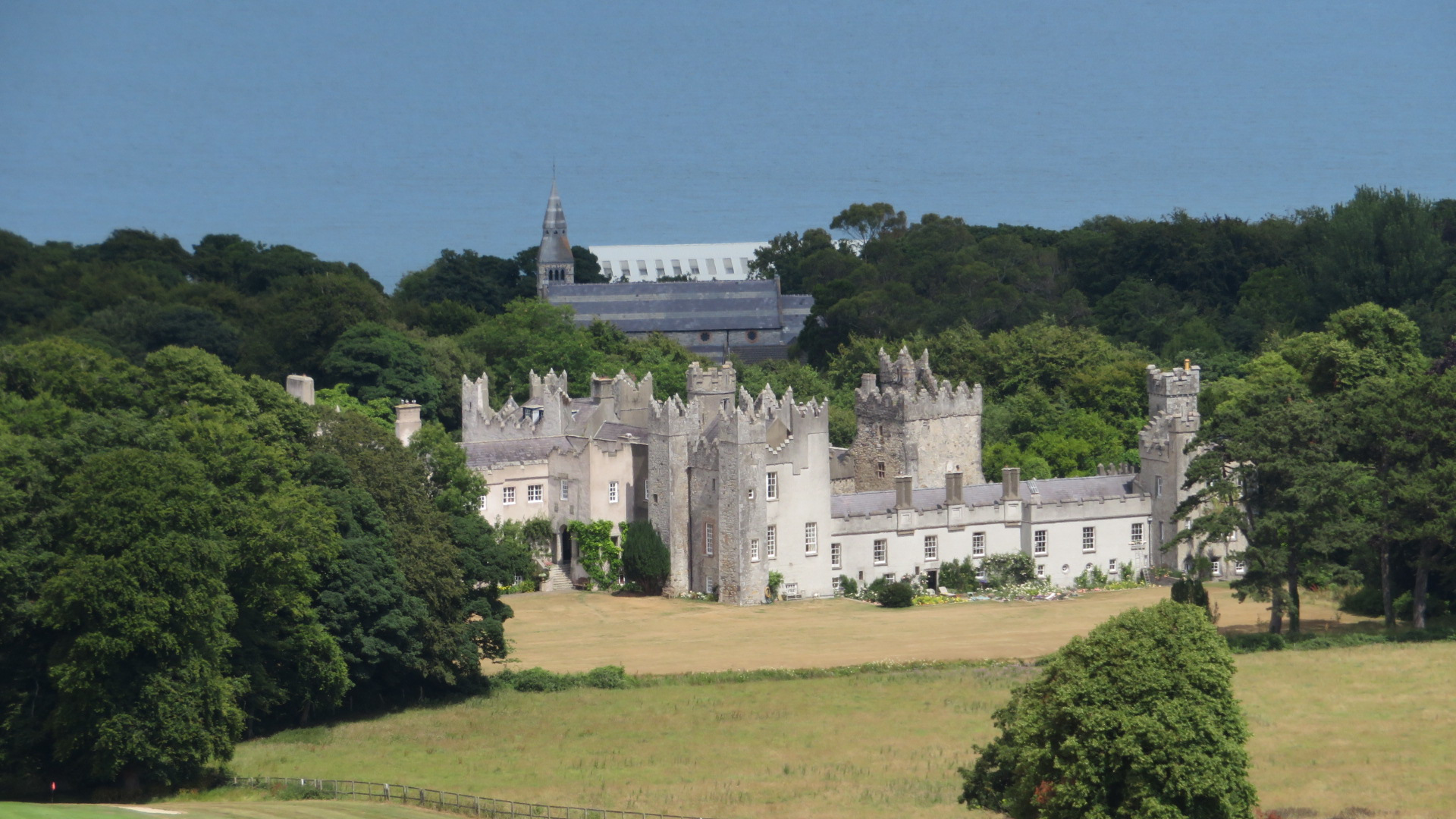
El Castillo de Howth y sus alrededores.

La naturaleza del libro es cíclica: la última frase, un fragmento del Libro IV, continúa con la primera de toda la obra: «A way a lone a last a loved a long the (...) riverrun, past Eve and Adam's, from swerve of shore to bend of bay, brings us by a commodius vicus of recirculation back to Howth Castle and Environs» (vid. traducción aproximada más adelante). El propio Joyce reveló que el libro «termina en la mitad de una frase, y comienza en medio de la misma frase». El capítulo introductorio (I.1) establece que el entorno narrativo será el "Castillo de Howth y alrededores", y presenta al albañil dublinés Finnegan, quien sufre una caída mortal mientras construye un muro. Su esposa Annie dispone su cuerpo como un festín para los asistentes al funeral, pero este desaparece antes de que puedan comerlo. Sigue una serie de estampas episódicas, lejanamente relacionadas con la muerte de Finnegan, usualmente llamadas "The Willingdone Museyroom", "Mutt and Jute", y "The Prankquean". Al final hay una pelea, en la que un poco de whisky cae sobre el cadáver de Finnegan. Y «el muerto Finnegan se levanta en su ataúd suplicando que le den un whisky pero sus dolientes lo vuelven a tumbar para que descanse», tratando de convencerlo de que está mejor como está. El capítulo termina con la imagen del personaje de HCE partiendo de la bahía de Dublín para asumir un lugar central en la historia.
El capítulo dos comienza con una semblanza de "Harold o Humphrey" Chimpden que recibe el apodo de "Earwicker" del rey Pescador, quien lo encuentra tratando de cazar tijeretas con una maceta invertida en un palo mientras opera un peaje a través del cual el rey está pasando. Este nombre ayuda a Chimpden, conocido por sus iniciales HCE, a obtener prominencia en la sociedad dublinesa como "Here Comes Everybody". Sin embargo, su reputación se ve afectada por un rumor que se extiende por la ciudad, el cual parece ser de naturaleza sexual e implica a dos muchachas en el parque Fénix, aunque los detalles de la transgresión de HCE cambian cada vez que se relatan los hechos.

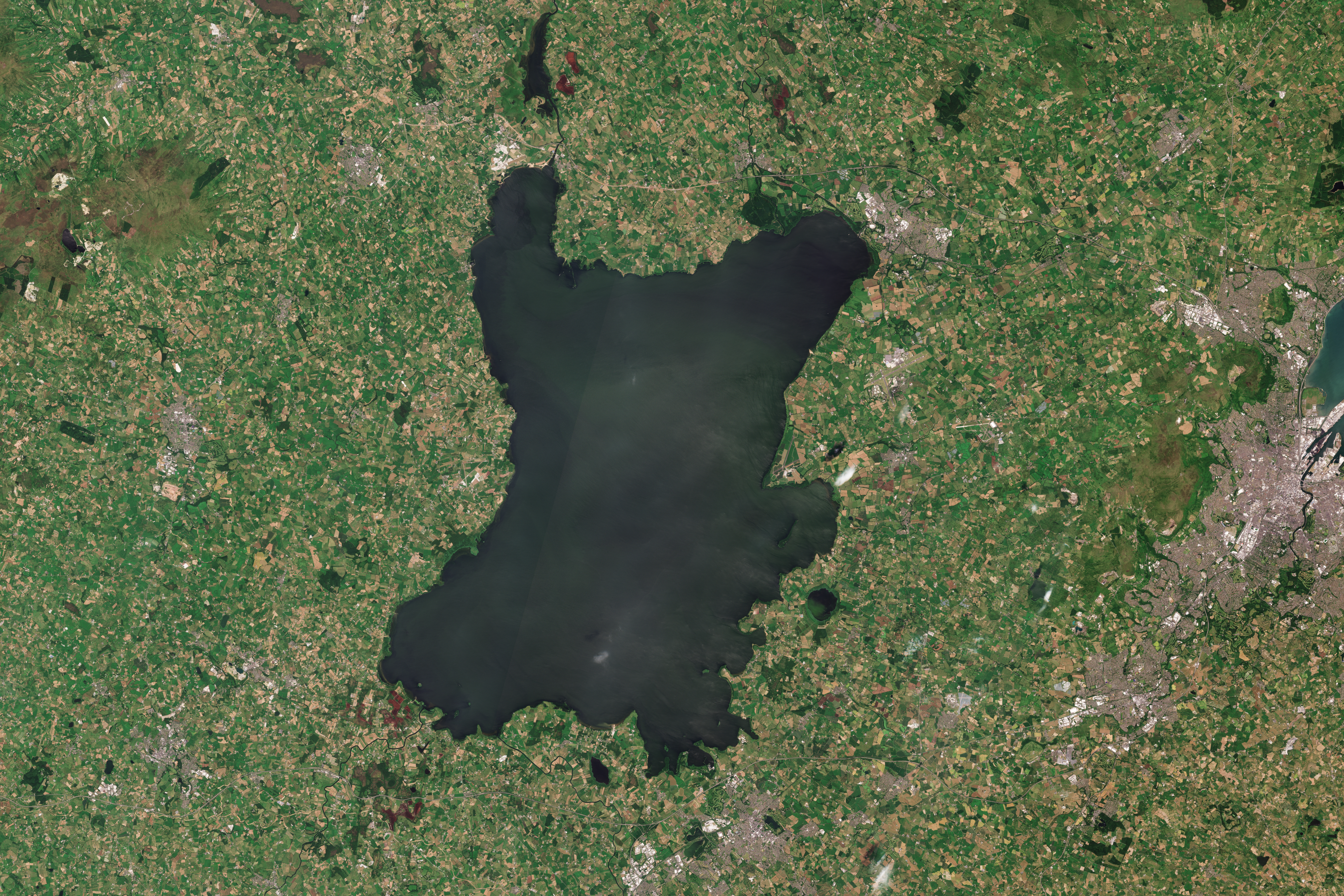
El lago Neagh en Irlanda del Norte.

Del capítulo dos al cuatro se sigue el proceso de este rumor, comenzando por el encuentro de HCE con "a cad with a pipe" [un canalla con pipa] en el Parque Fénix, quien lo saluda en gaélico y le pregunta la hora, pero él malinterpreta la pregunta como un reproche. Y se acusa a sí mismo revelando rumores que el otro ni siquiera había escuchado. Estos se expanden por Dublín, hasta el punto de que el personaje Hosty escribe una canción llamada "The Ballad of Persse O'Reilly". Por eso, HCE busca un escondite y es asediado en la puerta cerrada de su pub por un estadounidense que busca un trago tarde en la noche. HCE permanece sin embargo en silencio, sin responder a las acusaciones e improperios, y sueña que está enterrado en el fondo del lago Neagh. Luego va a juicio con el nombre de Festy King. Finalmente es liberado y de nuevo busca un escondite. Un importante elemento probatorio, una carta sobre él escrita por su esposa ALP, es requerido para examinarlo de cerca.
La carta se convierte en el centro de atención al ser analizada en detalle en el capítulo quinto ALP se la dictó a su hijo Shem, un escriba o escritor, y se la entregó a su otro hijo Shaun, un cartero, para que la entregara. Pero esta no llega a su destinatario y termina en un conchal, de donde la desentierra una gallina llamada Biddy. El capítulo I.6 se aleja de la narración principal para presentar en detalle a los protagonistas y a los personajes secundarios, en la forma de doce adivinanzas y respuestas.

En los dos capítulos finales se sabe más sobre el autor de la carta, Shem the Penman (el escriba) (I.7), lo mismo que sobre la persona que la ha escrito, su madre ALP (I.8). En el penúltimo, se sabe del "el asesinato por Shaun de su hermano Shem". El hermético artista es descrito como un falsificador y una "farsa" (sham en inglés), antes de conocerse que «Shem es protegido por su madre [ALP], que aparece al final para defender a su hijo». Y en el último, se conocen detalles de ALP, "Anna Livia Plurabelle", que reúne miles de nombres de río. En general, se considera que es el pasaje más depurado de todo el Finnegans Wake. Joyce lo describió en 1924 como «un diálogo a través del río de dos lavanderas que al caer la noche se convierten en un árbol y una piedra». [Texto original: "A chattering dialogue across the river by two washerwomen who as night falls become a tree and a stone"]. Las dos lavanderas chismorrean a orillas del el Liffey sobre la respuesta de ALP a las acusaciones dirigidas a su esposo HCE.
Se dice que ALP ha escrito una carta declarándose cansada de su compañero. Sus chismes las llevan luego a sus asuntos de juventud y a sus encuentros sexuales, antes de regresar a la publicación de la culpa de HCE en el periódico de la mañana, y de la venganza que le inflige su esposa a sus enemigos: tomando un "saco del correo" de su hijo Shaun el cartero, les reparte regalos a sus 111 hijos. Al final del capítulo, las lavanderas tratan de retomar el hilo de la historia, pero su conversación se hace cada vez más difícil, pues están en las orillas opuestas del río que se ensancha y está oscureciendo. Por último, a medida que se convierten en un árbol y una piedra, piden que les cuenten el cuento de Shem o Shaun.

### Libro II
Mientras que el libro anterior trata principalmente sobre los padres HCE y ALP, este se centra en sus hijos, Shem, Shaun e Issy.
Al comienzo del capítulo primero hay una función de pantomima que resalta, en una lengua relativamente clara, las identidades y las características de los protagonistas. Luego, trata sobre un juego de adivinanzas entre los niños, en el cual Shem debe dar tres veces con el color que las muchachas han escogido. Incapaz de responder debido a su pobre visión, cae en desgracia y su hermano Shaun se gana el afecto de ellas. Por último, HCE sale del pub y con voz de trueno les ordena entrar a los niños.

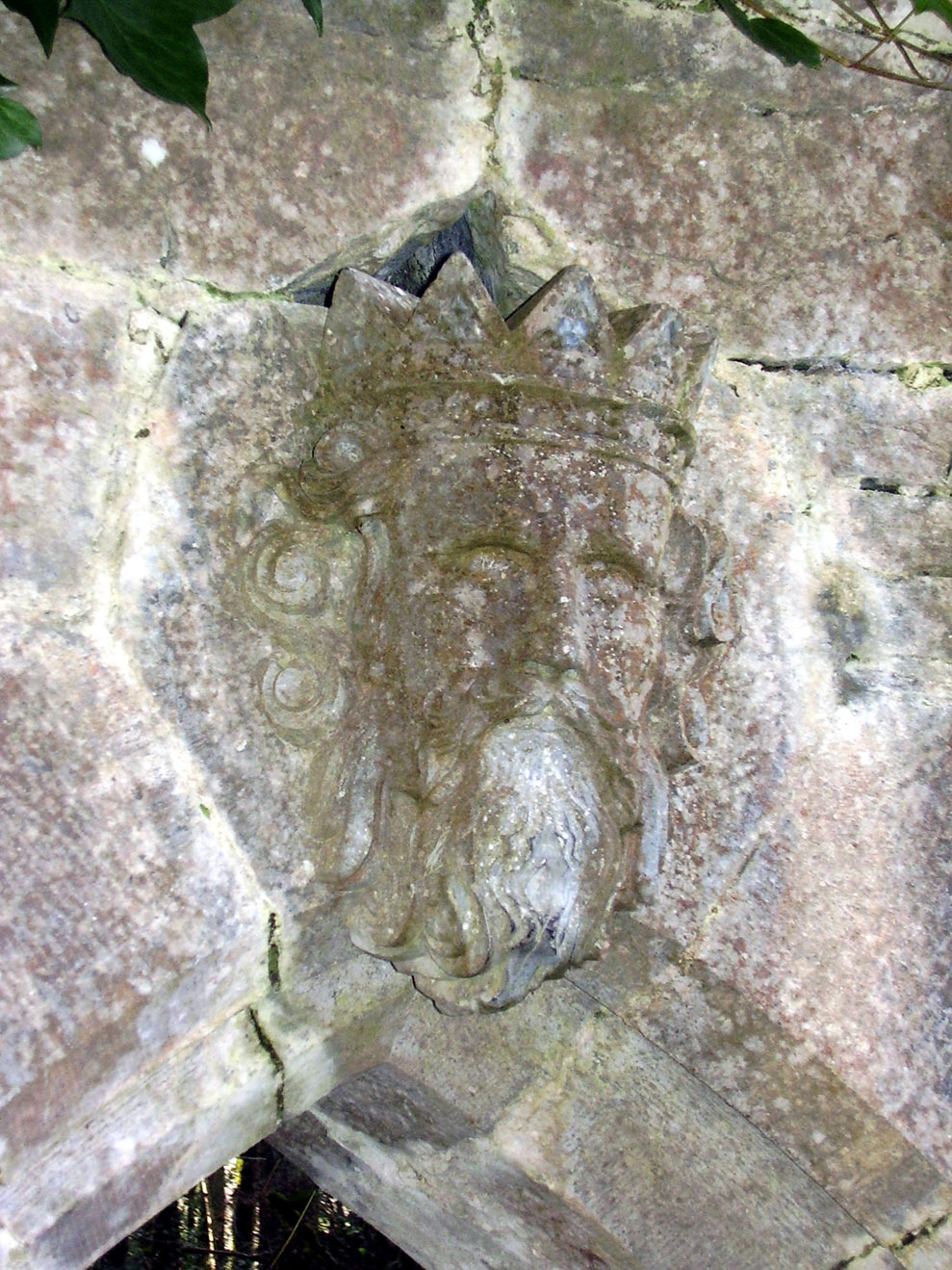
Relieve de piedra con el rostro del rey Ruaidrí Ua Conchobair.

En el segundo capítulo, Shem, Shaun e Issy están estudiando en el altillo del pub tras haber sido llamados en II.1. Se encuentra "[Shem] explicándole a [Shaun] como abordar una prueba de Euclides", estructurada como «una reproducción de un viejo texto de niños de escuela con marginalia hechas por los mellizos, que cambian de lado la mitad del tiempo, y notas a pie de página por parte de las niñas (que no cambian de posición)». Cuando Shem (que en este punto se llama Dolph) ha ayudado a Shaun (llamado Kev) a hacer la demostración de Euclides, el segundo se da cuenta de que ha trazado un diagrama de los genitales de ALP, y «Kev finalmente entiende la importancia de los triángulos [y] le pega a Dolph». A continuación "Dolph perdona a Kev" y a los niños se les dan como tarea ensayos sobre 52 hombres famosos. Termina con la "carta nocturna" de los niños para HCE y ALP, en la cual están «aparentemente unidos en el deseo de derrotar a sus padres».
En el tercer capítulo HCE está trabajando en el pub, en el local que queda debajo de la habitación de los niños. Mientras que atiende a sus clientes, la trama sigue las dos narraciones de las emisiones que transmiten los aparatos de televisión y de radio, "El capitán noruego y la hija del sastre", y "Cómo Buckley le disparó al general ruso". El primero presenta a HCE como un general noruego domesticado por su matrimonio con la hija del sastre. La segunda, contada por Shem y Shaun como Butt y Taff, lo presenta como un general ruso al que el soldado Buckley le dispara. Earwicker ha estado ausente durante la segunda historia, pues ALP lo ha llamado a que suba. Cuando regresa, sus clientes lo increpan, pues ven en Buckley disparándole al capitán como un símbolo de Shem y Shaun suplantando a su padre. Tras esa condena de su carácter, HCE se ve obligado a hacer una confesión general de sus crímenes, incluyendo su incestuoso deseo de muchachas jóvenes. Por último un policía llega y manda a los muy bebidos clientes a sus casas, el bar cierra, y aquellos desaparecen cantando en medio de la noche y con un ebrio HCE, limpiando el lugar y tomándose los cunchos de los vasos, se metamorfosea en el viejo rey irlandés Ruaidrí Ua Conchobair y se desmaya.
Durante el cuarto capítulo Earwicker tiene un sueño con cuatro hombres viejos (Matthew, Mark, Luke y John) espiando la travesía de Tristán e Isolda. Muestra «a un anciano como el rey Marco que es rechazado y abandonado por jóvenes amantes que parten a un futuro sin él», mientras que los cuatro ancianos miran a Tristán e Isolda, y pronuncian cuatro comentarios entrelazados sobre los amantes y sobre ellos mismos, que «siempre se están repitiendo a sí mismos».

### Libro III
Trata casi exclusivamente de Shaun, en su papel de cartero, con la misión de entregar la carta de ALP, a la que se hizo referencia en el libro anterior, y que él nunca había visto. Comienza con el llamado "asno de los cuatro maestros" contando cómo pensaba, mientras se dormía, que había visto y oído una aparición de Shaun el cartero. Como resultado se despierta y mientras navega por el Liffey en un barril se hace catorce preguntas sobre el significado y el contenido de la carta que lleva. Sin embargo, «preocupado por ser despreciado, se pone en guardia y los narradores aquietados nunca obtienen una respuesta directa de él». Sus respuestas se centran en su propia personalidad jactanciosa y su amonestación al autor de la carta, que es su hermano artista, Shem. Después del interrogatorio, Shaun pierde el equilibrio, el barril se da la vuelta y él sale por el otro lado, fuera del alcance del oído del narrador, antes de desaparecer de la vista.
En el segundo capítulo, Shaun reaparece como "Jaunty Jaun" y pronuncia un sermón largo y sexualmente sugestivo a su hermana Issy y sus veintiocho compañeras de la Escuela de Santa Brígida. A lo largo de este libro Shaun continuamente retrocede. Pasa de ser un anciano a un bebé de gran tamaño acostado bocarriba, y, en III.3, en un barco mediante el cual habla de nuevo HCE con la voz de un médium. Esto lleva a la autodefensa de HCE contra los comentarios negativos sobre su vida, en el pasaje "Haveth Childers Everywhere" ["Tened hijos en todas partes"]. Termina en el dormitorio del señor y la señora Porter en su intento de copular mientras sus hijos, Jerry, Kevin e Isobel Porter, duermen arriba y afuera amanece (III.4). Jerry se despierta de una pesadilla con una monstruosa figura paterna; la señora Porter interrumpe el coito y lo consuela diciéndole: «You were dreamend, dear. The pawdrag? The fawthrig? Shoe! Hear are no phanthares in the room at all, avikkeen. No bad bold faathern, dear one». Luego vuelve a la cama, se oye el canto del gallo y el libro termina con la culminación del coito.

### Libro IV
Solo tiene un capítulo. Como el primer libro, está compuesto por anécdotas aparentemente deshilvanadas. Tras la una súplica por que amanezca, consta de las anécdotas o estampas "San Kevin", "Berkely y Patrick" y "La carta venerada". Se le da la última palabra a ALP, pues termina con una versión de su carta y su largo monólogo final, en el que intenta despertar a su marido diciéndole: «¡Levántate, hombre de los hooths, has dormido demasiado tiempo!», y recuerda un paseo que dieron, con la esperanza de que se repita. Al final de su monólogo, ALP —como el Liffey— desaparece en la madrugada, disuelta en el océano. Aunque las últimas palabras son fragmentarias, forman una oración completa si se unen con las del íncipit:
A way a lone a last a loved a long the (...) riverrun, past Eve and Adam's, from swerve of shore to bend of bay, brings us by a commodius vicus of recirculation back to Howth Castle and Environs. [Trad. libre: Curso solo último querido largo (....) el corre-río, más allá de "Eva y Adán", del desvío de la costa a la curva de la bahía, nos lleva por un comodamplio vicogiroviciado de recirculación de vuelta al castillo de Howth y Alrededores.]

## Interpretación y temas

### Imprecisión argumental
Thus the unfacts, did we possess them, are too imprecisely few to warrant our certitude... [Trad. libre: De tal modo que lo des-hecho, si es que lo entendemos, es demasiado imprecisamente escaso para apoyar certeza alguna...]

Escritores y estudiosos como Joseph Campbell, John Gordon, Anthony Burgess y William York Tindall han tratado de determinar el hilo argumental de la obra. Aunque no hay dos interpretaciones iguales, existe un acuerdo general sobre determinados "nudos de la trama". Sin embargo, muchos estudiosos cuestionan la legitimidad de trazar una historia lineal en texto tan complejo. Entre ellos, Bernard Benstock, quien advierte que «en un trabajo en el que cada frase se abre con una variedad de posibles interpretaciones, cualquier resumen de un capítulo está destinado a ser incompleto». David Hayman, por su parte, ha sugerido que «tiene poco sentido forzar esa prosa en moldes narrativos». Fritz Senn también ha expresado su preocupación con las sinopsis argumentales, incluso las hechas por el propio Joyce, por insatisfactorias, inútiles y porque «dejan de lado las partes más difíciles y solo hacen recircular lo que ya sabemos».
Sin embargo, la opacidad del lenguaje no es el único obstáculo para trazar una sinopsis, pues también contribuye esa dificultad en el enfoque narrativo radical que su autor utiliza. Joyce lo reconoció en una carta a Eugene Jolas: «Podría fácilmente haber escrito esta historia a la manera tradicional. [...] Cada novelista sabe la receta. [...] No es muy difícil de seguir un esquema simple, cronológico, que los críticos vayan a entender. [...] Pero después de todo, estoy tratando de contar la historia de esta familia de Chapelizod de manera original». Esta "manera original" de contar adopta la forma de un sueño narrativo discontinuo, con cambios bruscos entre los personajes y sus nombres, lugares y detalles de la trama, lo que resulta en la ausencia de una secuencia lineal discernible. Esto motivó a Herring a afirmar que la trama de la obra «es inestable, no hay una ilación de principio a fin, sino muchas historias reconocibles y tipos de trama con giros familiares y no familiares, contadas desde diferentes perspectivas». Patrick A. McCarthy amplía esta idea de una narrativa no lineal y digresiva con el argumento de que «en gran medida, lo que parece ser un intento de contar una historia a menudo se desvía, se interrumpe o deforma en otra cosa, por ejemplo, un comentario de un relato con detalles contradictorios o no verificables».
En otras palabras, mientras que los puntos cruciales de la trama —como el crimen de HCE o la carta de ALP— se discuten interminablemente, el lector no se los encuentra o los experimenta de primera mano, y los detalles respectivos fluctúan continuamente, siguen ignotos y tal vez sean imposibles de conocer. Suzette Henke, en consecuencia, ha descrito esta novela como una aporía. El propio Joyce reconoció de forma tácita este enfoque radicalmente diferente de lenguaje y trama en una carta de 1926 a Harriet Shaw Weaver, en la que esbozaba sus intenciones para el libro: «Una gran parte de toda la existencia humana se experimenta en un estado que no se puede representar razonablemente mediante un lenguaje despiertamplio, una gramática cortaseca y una trama tiradelante».
Algunos críticos han visto un precedente para la presentación de la trama en Vida y opiniones del caballero Tristram Shandy, la novela digresiva de Laurence Sterne. Entre ellos, Thomas Keymer para quien «Tristram Shandy es la natural piedra de toque de James Joyce, quien expresó su intento de "construir muchos planos narrativos con un solo propósito estético" en Finnegans Wake». Por lo general, se considera que el segundo libro es la parte más oscura y difícil de resumir. William York Tindall dijo de sus cuatro capítulos: «No existe nada más denso que esto». A su vez, Patrick Parrinder lo describió como el «peor y más desorientador atolladero del Wake».
A pesar de las técnicas revolucionarias de Joyce, el autor insistió repetidamente en que la obra no estaba compuesta aleatoriamente y sin sentido; según Richard Ellmann el autor afirmaba siempre: «Puedo justificar cada línea de mi libro». Y a Sisley Huddleston le dijo: «Los críticos que tan agradecidos estaban por Ulises se quejan ahora de mi nuevo trabajo. Como son incapaces de entenderlo, sostienen que no tiene sentido. Ahora bien, si no tuviese ningún sentido se habría podido escribir rápidamente, sin pensar, sin dolor, sin erudición, pero te aseguro que estas veinte páginas que tenemos ante nosotros [es decir, el capítulo I.8] me han costado 1.200 horas y un enorme gasto de espíritu». Cuando el editor de Vanity Fair le preguntó a Joyce si los bocetos del Work in Progress eran consecutivos y estaban interrelacionados entre sí, él respondió: «Todo es consecutivo y está interrelacionado».
Len Platt, responsable de una edición reciente de la obra (2012), afirma a este respecto que desde hace muchos años, la tradición crítica sobre el libro ha dedicado gran energía en anudar todo aquello que Joyce en realidad se había aplicado pacientemente a desanudar de manera por demás hilarante.

### Temas
Fargnoli y Gillespie sugieren que el primer capítulo «introduce [los] temas y cuestiones principales del libro», que enumeran como «la caída de Finnegan, la promesa de su resurrección, la estructura cíclica del tiempo y de la historia (disolución y renovación), el amor trágico encarnado en la historia de Tristán e Isolda, el motivo de los hermanos en guerra, la personificación del paisaje y la cuestión del crimen de Earwicker en el parque, cuya naturaleza precisa no se establece». Ese punto de vista cuenta con un amplio consenso. El propio Joyce se refiere al capítulo como un "prelude" y como una «fotografía aérea de la historia de Irlanda, una celebración del sombrío pasado de Dublín». 

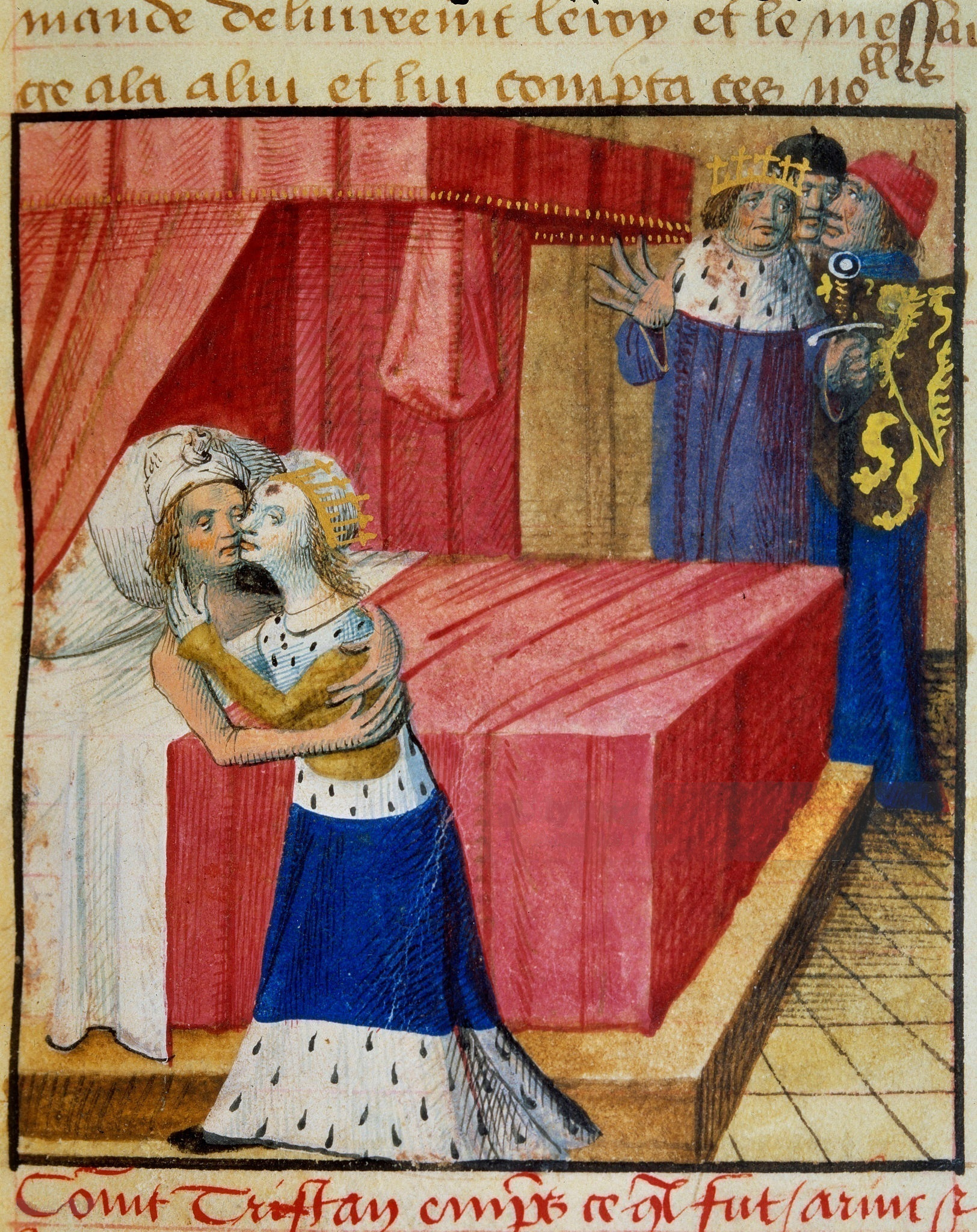
En el Finnegans Wake el amor trágico está encarnado en la leyenda de Tristán e Isolda.

Riquelme considera que «los pasajes cerca del principio del libro y su eco del final se complementan mutuamente» y para Fargnoli y Gillespie «las tipologías de la experiencia humana que Joyce identifica [en Finnegans Wake] son [...] esencialmente cíclicas, es decir, siguen un modelo y son recurrentes; en particular, las experiencias del nacimiento, la culpa, el juicio, la sexualidad, la familia, los rituales sociales y la muerte». Para Tindall «la subida y la caída y de nuevo la subida, el dormir y el despertar, la muerte y la resurrección, el pecado y la redención, el conflicto y el apaciguamiento, y, sobre todo, el tiempo mismo [...] son la materia en el ensayo de Joyce sobre la humanidad».

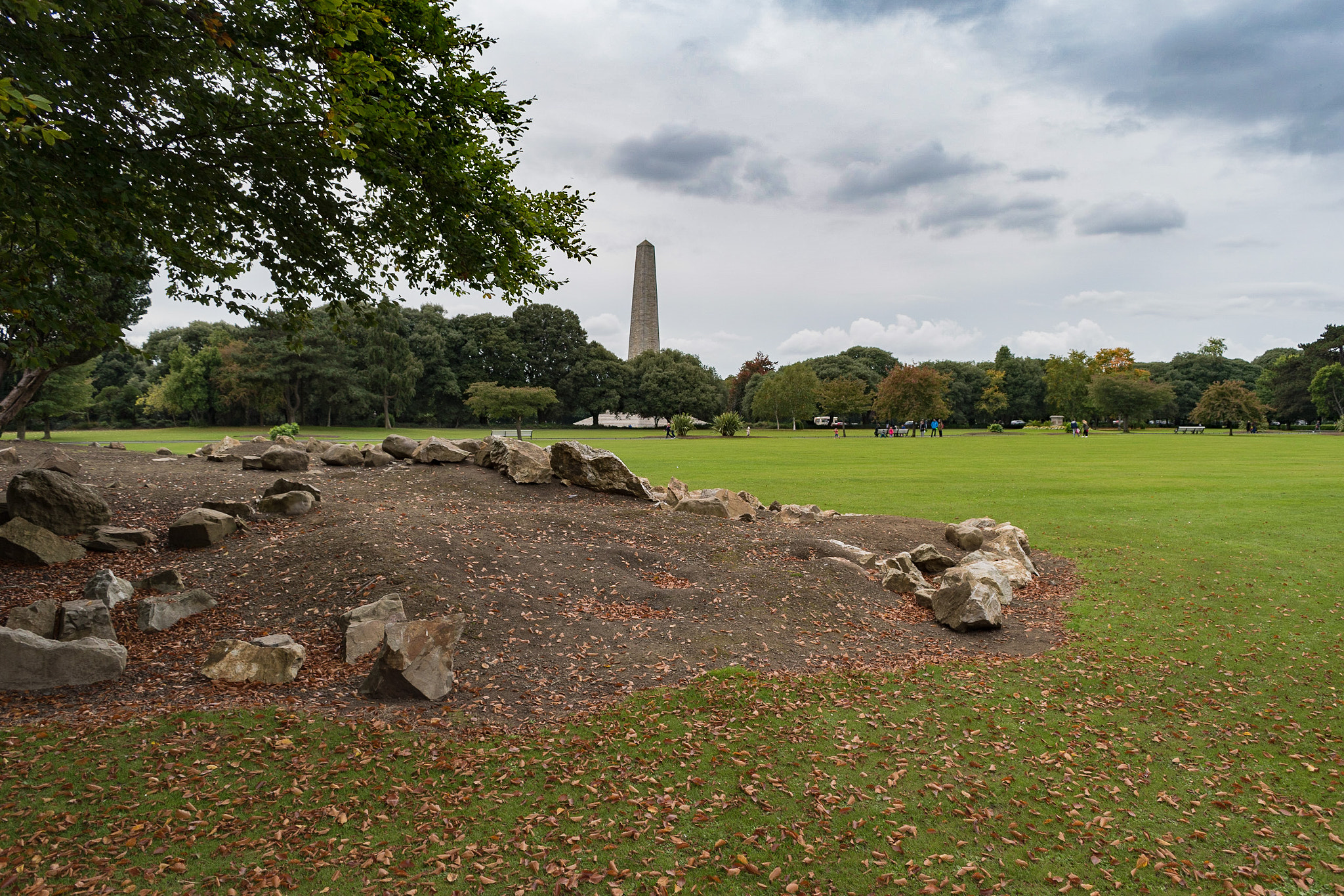
Uno de los temas del libro es un presunto delito del protgonista Earwicker en el parque Fénix de Dublín.

El Henkes y Bindervoet resumen el consenso crítico al señalar que el libro se refiere a «dos grandes cuestiones» que no acaban de resolverse: la naturaleza del pecado secreto del protagonista, HCE, y el contenido de la carta escrita por su esposa, ALP. La mayoría de los estudiosos interpreta la primera cuestión como la representación del pecado original. Anthony Burgess sostiene que HCE, a través de su sueño, trata de «hacer que la historia se trague su culpa por él» y para ello «se ha hundido tan profundamente en su sueño, que ha llegado al nivel de convertirse en un ser plural, al punto de asumir su culpa como culpa colectiva de la humanidad».[Texto original: «to make the whole of history swallow up his guilt for him» and to this end «HCE has, so deep in his sleep, sunk to a level of dreaming in which he has become a collective being rehearsing the collective guilt of man».] Fargnoli y Gillespie opinan que pese a no estar claro, «el presunto delito de Earwicker en el parque» debe de haber sido de «voyeurismo, sexual, o tal vez escatológico».
La carta de ALP aparece varias veces en el libro, bajo distintas apariencias, si bien su contenido no puede determinarse exactamente. La idea general, sin embargo, es que se trata tanto de una exoneración de HCE, como de la acusación por su pecado. Herring apunta que «el efecto de la carta de ALP es precisamente contrario a su intención [...] cuanto más defiende ALP a su esposo en su carta, más escándalo le echa encima». Patrick A. McCarthy afirma que «es apropiado que las aguas del Liffey, en representación de Anna Livia, laven la evidencia de los pecados de Earwicker [comentario de las lavanderas en el capítulo I.8] en tanto que (nos dicen) ella asume sobre sí la culpabilidad de su marido hasta redimirlo, pero a la vez queda manchada por los crímenes de él y puede ser considerada su cómplice».

### Reconstrucción de la vida nocturna
Durante los diecisiete años de gestación del libro, Joyce declaró que con Finnegans Wake buscaba «reconstruir la vida nocturna», y que este era un «experimento en la interpretación de "la noche oscura del alma"». Según Ellmann, este le dijo a Edmond Jaloux que Finnegans Wake se escribiría «para adaptarse a la estética del sueño, donde las formas se prolongan y multiplican solas», y que a otro amigo le describió el libro como «el sueño del viejo Finn, yaciendo muerto junto al río Liffey y observando la historia de Irlanda y del mundo, la pasada y la futura, fluyendo a través de su mente como un pecio en el río de la vida». Al analizar las reacciones, por lo general negativas, que suscitaban las primeras entregas, el escritor afirmó: 

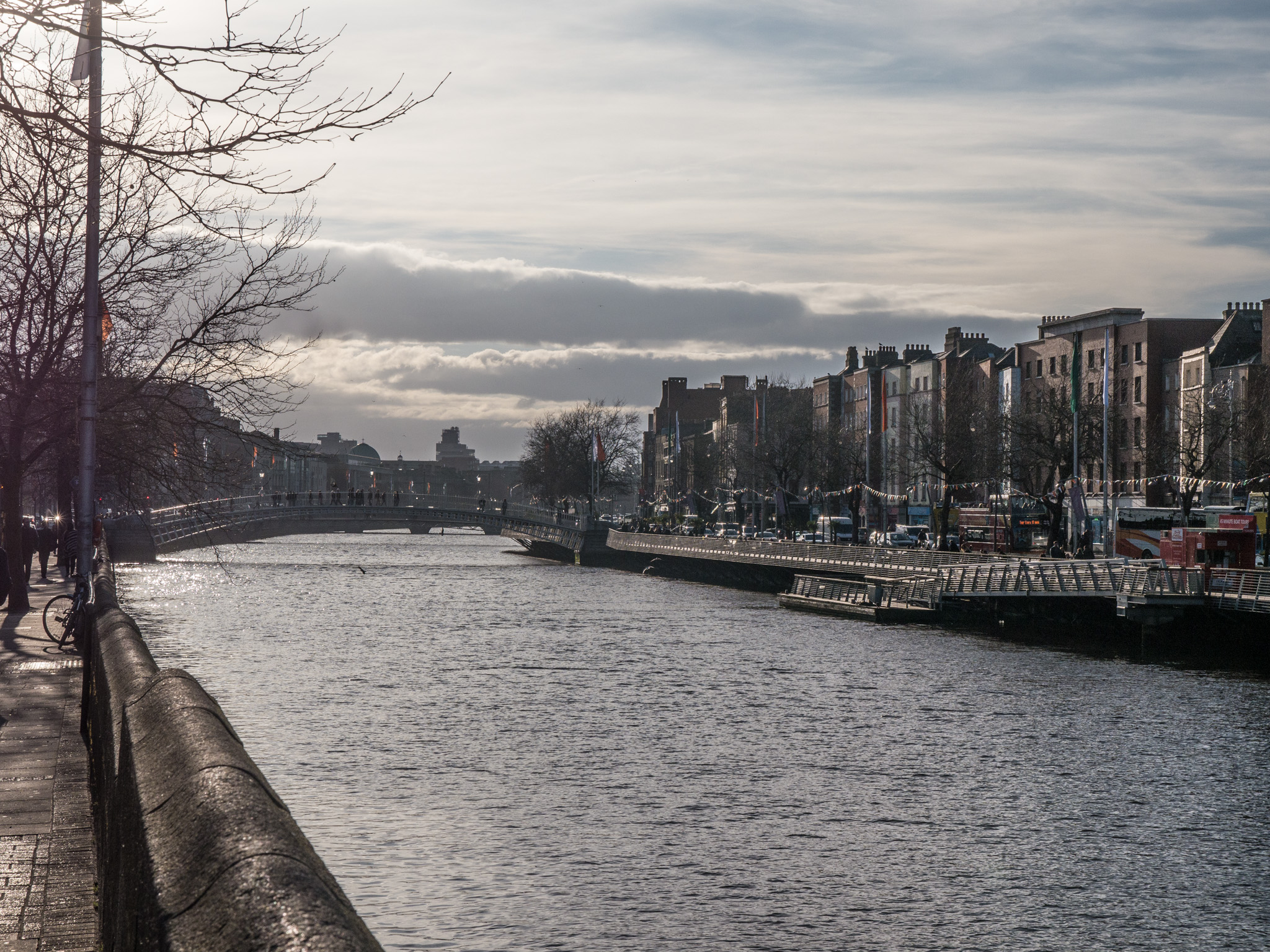
Joyce describió el Finnegans Wake como como un sueño cuyo soñador está muerto muerto junto al río Liffey.

No puedo entender a algunos de mis críticos, como Ezra Pound o la señorita Weaver, por ejemplo. Dicen que es "oscuro". Y lo comparan, por supuesto, con Ulises. Pero la acción de Ulises transcurría principalmente durante el día, y la de mi nuevo trabajo se lleva a cabo principalmente por la noche. Es natural que las cosas no sean tan claras de noche, ¿o quizá debieran serlo?
Esta pretensión de Joyce de representar la noche y los sueños ha sido aceptada y cuestionada con mayor o menor intensidad. Los que la apoyan han señalado que el Libro IV proporciona la evidencia más fuerte, como cuando el narrador pregunta: «¿Quieres decir que te has dado cuenta de que lo que hemos tenido ha sido un profundo sueño nocturno?» y luego llega a la conclusión de que lo sucedido había sido «una larga, muy larga, una oscura, muy oscura [...], difícilmente soportable [...] noche». Tindall se refiere a este Libro IV como «un capítulo de resurrección y despertar», y McHugh considera que el capítulo revela «la conciencia clara de eventos que ocurren fuera del escenario, conectados con la llegada de la aurora y el proceso de despertar que culmina el proceso del sueño de Finnegans Wake».
Sin embargo, esta interpretación es controvertida. Harry Burrell sostiene por ejemplo que «uno de los tópicos sobre Finnegans Wake dice que se trata de un sueño. No lo es, y no hay un soñador». Burrell afirma que la teoría es una salida fácil para «aquellos críticos que tienen dificultades para comprender la novela, que buscan algún tipo de explicación de la misma». Sin embargo, muchos critican este punto de vista, ya que tilda de «engañoso [...] esfuerzo publicitario» el testimonio del propio autor. Parrinder, por su parte, igualmente escéptico con la definición de la obra como un sueño, sostiene que, hacia 1927, a Joyce se le ocurrió representar sus experimentos lingüísticos como la expresión de la noche, como medio de defensa contra sus muchos críticos, argumentando además que «no se puede decir que el uso de neologismos constituya una de las características principales del proceso onírico; tal justificación para el lenguaje de Finnegans Wake huele peligrosamente a interesada».
Mientras que muchos, si no todos, están de acuerdo en que tiene sentido afirmar que el libro trata de "un sueño", pocos lo están en cuál sea el personaje soñador. En un análisis a cargo de Edmund Wilson, titulado "The Dream of H. C. Earwicker" ["El sueño de H. C. Earwicker"], se parte del supuesto de que el propio Earwicker es el soñador, un supuesto que han apoyado otros estudiosos "wakeanos" como Harry Levin, Hugh Kenner y William Troy. Joseph Campbell, en A Skeleton Key to Finnegans Wake [La clave estructural de 'Finnegans Wake'], también cree que Earwicker era el soñador, pero considera que la narración recoge las observaciones y comentarios de un pedante desconocido del sueño en progreso de Earwicker, cuyo flujo interrumpe de continuo con sus propias divagaciones.
Ruth von Phul fue la primera en argumentar que Earwicker no era el soñador, punto de vista que tuvo gran eco en su día. Su idea, sin embargo, de que el soñador era Shem ha encontrado menos apoyo.
La afirmación de que el sueño pertenecía al Sr. Porter, cuya personalidad onírica venía personificada por HCE, provino de la idea fundamental de que el soñador se despierta parcialmente durante el capítulo III.4, en el que a él y a su familia se les conoce por el nombre de Porter. Anthony Burgess resume esta concepción del "sueño" de esta manera: «El Sr. Porter y su familia pasan durmiendo la mayor parte del libro. [...] El Sr. Porter tiene un sueño profuso, que nosotros podemos compartir. [...] Al soñar, se convierte en una mezcla extraña de hombre que experimenta culpabilidad, de bestia y criatura reptante, e incluso adquiere un nuevo y oníricamente apropiado nombre: Humphrey Chimpden Earwicker».[Texto original: «Mr. Porter and his family are asleep for the greater part of the book [...] Mr. Porter dreams hard, and we are permitted to share his dream [...] Sleeping, he becomes a remarkable mixture of guilty man, beast, and crawling thing, and he even takes on a new and dreamily appropriate name – Humphrey Chimpden Earwicker».]
Harriet Shaw Weaver fue de los primeros en sugerir que el sueño no era de un solo soñador, sino que más bien se trataba de un análisis del proceso de soñar en sí. En carta a J. S. Atherton, escribió: 
En particular, adscribir todo el asunto a un sueño de HCE me parece absurdo. Mi opinión es que el señor Joyce no tenía intención de que su libro fuese juzgado como el sueño de un personaje, sino que consideraba el hecho onírico, con sus desplazamientos, permutaciones y posibilidades, como el útil más conveniente para permitirle la mayor libertad a la hora de introducir todo material deseado para adecuarse a su nocturno. 
 Bernard Benstock argumentó asimismo que «el soñador en el Wake es algo más que una sola persona, incluso si nos colocamos en el nivel básico en que presenciamos el sueño del tabernero H. C. Earwicker».
Otros críticos han tenido más dudas a la hora de identificar al soñador de la narración. Clive Hart sostiene que «cualquiera que sea nuestra conclusión sobre la identidad del soñador, y no importa lo variadas que sean las caricaturas que se proyecten de él en el sueño, está claro que siempre debe ser considerado como esencialmente externo al libro, y ahí debe ser dejado. Toda especulación sobre la "persona real" que hay detrás de las apariencias de sus oníricos sustitutos o acerca de la función del sueño en relación con las tensiones no resueltas de esta mente hipotética, será baldía, dado que las tensiones y los problemas psicológicos en Finnegans Wake no se refieren más que a las figuras oníricas que viven dentro del propio libro».

John Bishop ha sido el defensor más elocuente del concepto de esta novela, sin paliativos y en todos los sentidos, como la descripción de un sueño, del soñador, y de la misma noche, argumentando que el libro no solo representa un sueño en su concepción sintética, sino que se trata totalmente de una representación literaria del sueño. Sobre este asunto escribe Bishop: 
El mayor obstáculo para nuestra comprensión de Finnegans Wake [proviene] del error por parte de los lectores al interpretar lo que Joyce realmente quiso decir cuando habló del libro como de una "reconstrucción de la vida nocturna" y una "imitación del estado de sueño", y como consecuencia, los lectores han buscado tal vez con demasiada facilidad en el texto un literalismo inquebrantable, empeñados en la búsqueda de un tipo de significado que es en todos los sentidos la antítesis del tipo de significado que se desprende de los sueños. 
 Bishop también de alguna manera ha vuelto a poner de moda la teoría de que "el despertar" [the Wake] se refiere a un solo soñador, aduciendo que no se trata del «sueño universal del hombre común mundialmente considerado, sino una reconstrucción de la noche —y una sola noche— según la experiencia de "una persona determinada" cuyo "atento oído" [earwitness] puesto en el mundo real es cronológicamente coherente». Bishop ha marcado la orientación de otros críticos, como Eric Rosenbloom, quien ha propuesto que el libro «elabora la fragmentación y la reunificación de la identidad humana durante el sueño. Lo masculino [...], la mente diurna, ha sido superado por la mente nocturna femenina. [...] Los personajes viven en la transformación y el flujo continuo de un sueño, encarnados en la mente del soñador».

## Personajes
Whence it is a slopperish matter, given the wet and low visibility [...] to idendifine the individuone. [Traducción libre: De lo que se trata es de una cuestión resbaladesvaneciente, dada la poca y húmeda visibilidad [...] para definidentificar la indivi-dualidad.]

No hay unanimidad sobre si hay o no personajes en el Finnegans Wake. Grace Eckley señala que estos son distintos entre sí, y aporta como argumentos la existencia de los narradores duales, el "nosotros" del primer parágrafo, lo mismo que las distinciones entre Shem y Shaun. Margot Norris, por el contrario, que los «son fluidos e intercambiables». A favor de la segunda posición, Van Hulle encuentra que son más bien «arquetipos o amalgamas de personajes, que toman distintas formas», y Riquelme también se refiere a la selección de personajes mutables como "proteicos". En una fecha tan temprana como 1934, como respuesta al recién publicado fragmento "The Mookse and the Gripes", Ronald Symond señaló que «los personajes en el Work in Progress, al funcionar en el caótico mundo espacio-temporal en el que viven, cambian de identidad según su voluntad. En un momento son personas, en otros, ríos o piedras o árboles, en otro personificaciones de ideas, y en algunos más están perdidos y escondidos en la textura real de la prosa, con un ingenio que supera con creces al de los crucigramas». Dicha ocultación de la identidad ha llevado a discrepancias entre los críticos. Por ejemplo, mientras que la mayoría coincide en que Festy King, quien aparece en el juicio en I.4, es una forma o tipo de HCE, Anthony Burgess cree que se trata de Shaun.
Sin embargo, aunque algunos personajes están en un estado constante de flujo –siempre cambiando de nombre, ocupación y aspecto– hay un grupo recurrente de personajes centrales, o de tipos de personaje (lo que Norris llama "cifrados"). Durante la escritura el autor usó signos (los “sigla”), que son más que nombres para designar a esas amalgamas o tipos de personajes. En una carta a su mecenas, Harriet Shaw Weaver de marzo de 1924, Joyce hizo una lista de ellos. Quienes aceptan que hay personajes distinguibles, coinciden en que pertenecen a la familia Earwicker, y en que esta consiste de un padre, una madre, dos mellizos y una hija.

### Humphrey Chimpden Earwicker (HCE)
Kitcher señala que HCE es el protagonista de Finnegans Wake. Afirma que es «la figura dominante a lo largo de toda la obra [...]. Su culpa, sus defectos, sus fracasos permean todo el texto». Para Bishop el flujo constante de personajes y atributos de HCE puede llevarnos a considerarlo como «cualquier hombre», pero es también claro al afirmar que «la simple densidad de la repetición de ciertos detalles y cuestiones nos permite saber que es un dublinés real, con sus particularidades». El consenso crítico usual sobre el personaje fijo de HCE lo expresa con claridad Bishop, quien lo describe como un «viejo protestante, de linaje escandinavo, relacionado con la administración de un pub en algún lugar de la localidad de Chapelizod, que tiene una esposa, una hija y dos hijos».
De HCE se dice que corresponde literalmente a cientos de nombres en todo el libro. Terence Killeen ha señalado al respecto que en Finnegans Wake «nombrar es [...] un proceso fluido y provisional».
A HCE se le llama al principio "Harold o Humphrey Chimpden"; una combinación de esos nombres como "Haromphreyld" y como consecuencia de sus iniciales "Here Comes Everybody". Estas iniciales sirven para construir una frase tras otra en todo el libro; por ejemplo, aparece en la primera parte como "Howth Castle and Environs". A medida que la obra progresa los nombres con los que se evoca al protagonista se hacen cada vez más abstractos (como por ejemplo "Finn MacCool", "Mr. Makeall Gone" o "Mr. Porter").

### Anna Livia Plurabelle (ALP)

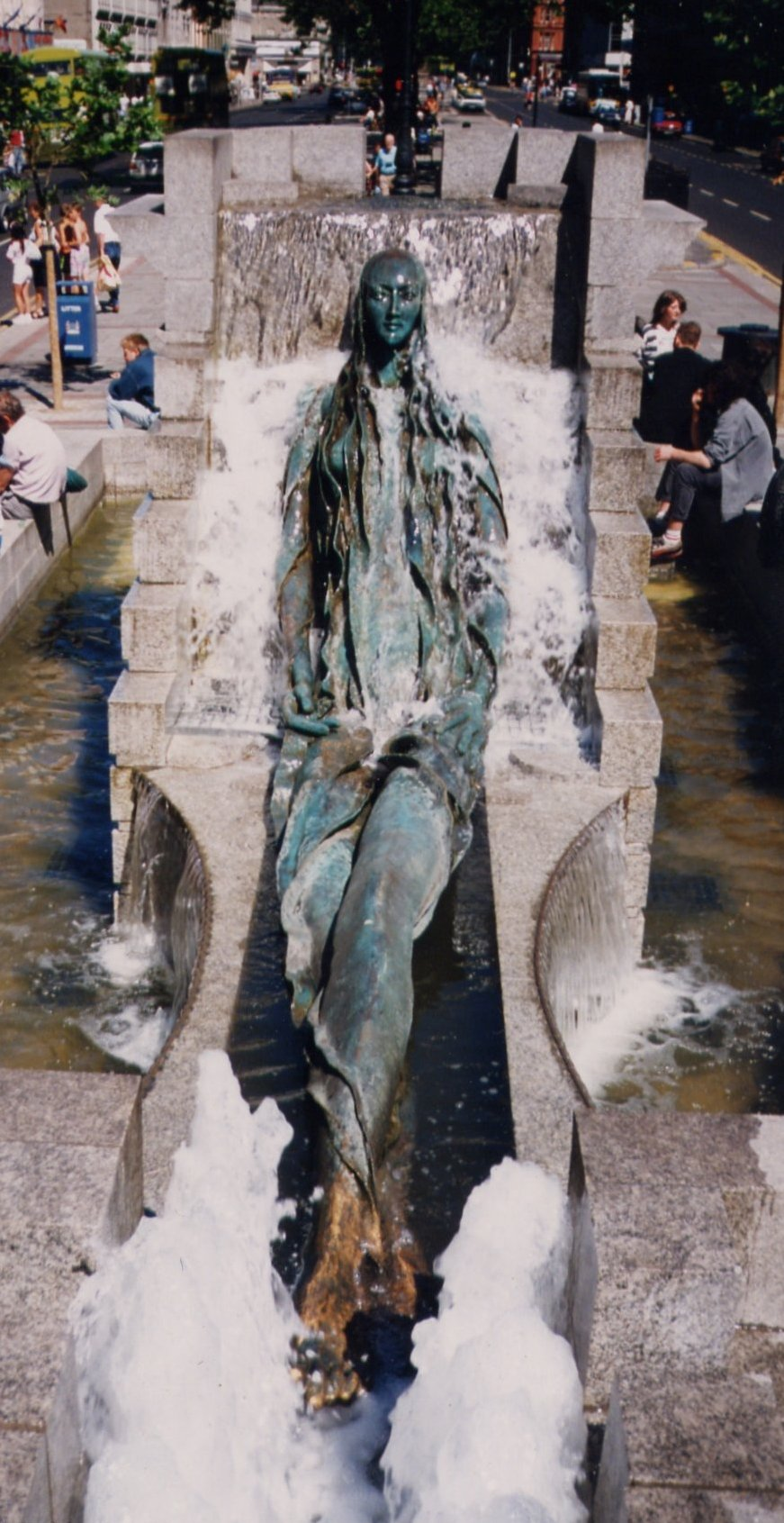
Fuente en Dublín de Anna Livia Plurabelle, personaje de Finnegans Wake.

Patrick McCarthy describe a ALP, la esposa de HCE, como «la mujer río cuya presencia se implica en el "riverrun" con el cual Finnegans Wake comienza y cuyo monólogo cierra el libro. Durante más de seiscientas páginas, sin embargo, Joyce nos presenta a Anna Livia casi exclusivamente a través de otros personajes, de manera muy similar a Ulysses donde sabemos lo que Molly Bloom tiene que decir sobre sí misma solo en el último capítulo». En donde se aborda con mayor detenimiento a ALP es en el capítulo I.8, en el cual cientos de nombres de ríos se tejen narrativamente sobre la vida de ALP. Del mismo modo, cientos de nombre de ciudades se entrelazan en "Haveth Childers Everywhere", el pasaje correspondiente, al final de III.3, que se concentra en HCE. Como resultado, por lo general se sostiene que HCE personifica a Dublín, fundada por los vikingos, y su esposa ALP hace otro tanto con el río Liffey, en cuya ribera se construyó la ciudad.

### Shem, Shaun e Issy
ALP y HCE tienen una hija, Issy, cuya personalidad está por lo general dividida (representada por su gemela en el espejo). Parrinder señala que «como hija y hermana, es objeto del deseo secreto y reprimido tanto de su padre [...] como de sus dos hermanos». Estos mellizos hijos de HCE y ALP, son un escritor llamado Shem "el escribano" y "el cartero" de nombre Shaun, que rivalizan para reemplazar a su padre y por el afecto de Issy. Shaun es descrito como un aburrido cartero, que se ajusta a las expectativas sociales, mientras Shem es un artista brillante y un oscuro experimentador, que algunos han visto como un alter ego de Joyce. Hugh Staples considera que Shaun «quiere que lo tomen por un hombre de mundo, un eficaz ayudante de cámara, un glotón y un gastrónomo... Está poseído por una voz musical y es un fanfarrón. No está contento con su trabajo, que es el de mensajero o cartero; preferiría ser cura». El súbito y algo inesperado ascenso de Shaun a protagonista de la novela en el Libro III lo explica Tindall al afirmar que «tras deshacerse del viejo HCE, Shaun se convierte en el nuevo HCE». Como su padre, Shem y Shaun adoptan diferentes nombres a lo largo del libro, como "Caddy y Primas"; "Mercius" y "Justius"; "Dolph y Kevin"; y "Jerry y Kevin". Se comparan además con mellizos opuestos y enemigos en la literatura, la mitología y la historia. Algunos ejemplos son Seth y Horus de la historia de Osiris; las parejas bíblicas de Jacob y Esaú, Caín y Abel, y San Miguel y el Diablo –equiparando a Shaun con "Mick" y a Shem con "Nick", así como Rómulo y Remo.

### Personajes secundarios
Entre los personajes secundarios se encuentran los cuatro maestros, los doce clientes, los encargados de la limpieza Kate y Joe, lo mismo que otros más oscuros, como "McGrath", Lily Kinsella y el campanero "Fox Goodman".
Los más recurrentes, además de la familia Earwicker, son los cuatro ancianos conocidos en conjunto como "Mamalujo" (una fusión de sus nombres: Matt Gregory, Marcus Lyons, Luke Tarpey y Johnny Mac Dougall). Son sobre todo narradores, pero también desempeñan algunas funciones activas en la obra, como cuando son jueces en I.4, o como los inquisidores que interrogan a Yawn, en III.4. Tindall resume su papel como el de los cuatro maestros, los cuatro evangelistas y las cuatro provincias de Irlanda («Matthew, del norte, es Ulster; Marcos, del sur, es Munster; Lucas, del oriente, es Leinster; y Juan, del occidente, es Connacht»). Según Finn Fordham, Joyce le dijo a su nuera Helen Fleischmann que "Mamalujo" también representa la familia del mismo Joyce, concretamente a su esposa Nora (mama), su hija Lucia (lu) y su hijo Giorgio (jo).
Además de los cuatro ancianos, hay un grupo de doce hombres sin nombre que siempre aparecen juntos y que actúan como clientes del pub de Earwicker donde cuentan chismes sobre sus pecados, como miembros del jurado en su juicio y como dolientes en su funeral. La gente de la casa de Earwicker también incluye el equipo de limpieza: Kate, la sirvienta, y Joe, que es por turnos mozo y barman en el pub. La mayoría de los críticos ve a estos personajes como versiones antiguas de ALP y HCE. Kate con frecuencia desempeña el papel de conservadora de museo, como en el episodio "Willingdone Museyroom" de 1.1, y se la puede reconocer por la repetición de su motivo "Tip! Tip!". A Joe se le llama con frecuencia por el nombre "Sackerson" y Kitcher lo describe como «una figura que a veces cumple el rol de policía, a veces [...] el de un sucio pordiosero, y con más frecuencia de empleaducho de la posada de HCE, el contrapunto masculino de Kate, que puede encarnar ambiguamente una versión más vieja de HCE».

## Lenguaje y estilo
Joyce inventó un idioma políglota único, o idioglosia, que aplicó únicamente a este trabajo. Este se compone de palabras compuestas a partir de unos sesenta o setenta idiomas del mundo entero, que combina para formar juegos de palabras o acrónimos y frases destinadas a transmitir varios estratos de significado a la vez. Senn ha calificado Finnegans de obra «polisémica», y Tindall habló de «arabesco».
Norris lo describe como un lenguaje que «al igual que la poesía, utiliza palabras e imágenes con distintos significados, incluso a menudo contradictorios». Una crítica temprana argumentó que Joyce intentaba «emplear el lenguaje como un medio nuevo, rompiendo todos los usos gramaticales, los valores de espacio y de tiempo, todas las concepciones ordinarias de contexto [...] el tema es el lenguaje y el lenguaje es el tema, un lenguaje que explota toda asociación fónica y la asociación libre».
A favor de este análisis que hace énfasis en la forma sobre el contenido, en 1939 Paul Rosenfeld anotó: «Esta escritura no es tanto acerca de algo, como algo en sí mismo [...] en Finnegans Wake el estilo, las cualidades esenciales, el movimiento de las palabras, sus secuencias rítmicas y melódicas, y el color emocional de la página son los principales representantes del pensamiento y el sentimiento del autor. Los significados comúnmente aceptados de las palabras son secundarios».
Los críticos suelen enfatizar cómo esta manera de escribir logra comunicar múltiples niveles de significado al mismo tiempo. Al respecto, Hayman y Norris sostienen que su propósito es tanto ocultar y deshabilitar el significado como expandirlo. Hayman escribe que el acceso a «la trama sencilla» de la obra solo se puede lograr a través de «la densa trama de un lenguaje diseñado tanto para ocultar esa historia como para revelarla». Norris argumenta que el lenguaje de Joyce es «retorcido» y que a la vez que «se esconde revela secretos». Allen B. Ruch ha denominado al nuevo lenguaje de Joyce "dreamspeak" ["hablaonírica"] y lo describe como «un lenguaje que es, básicamente, inglés, pero muy maleable e incluyente, rico en acrónimos, parodias estilísticas y complejos juegos de palabras».

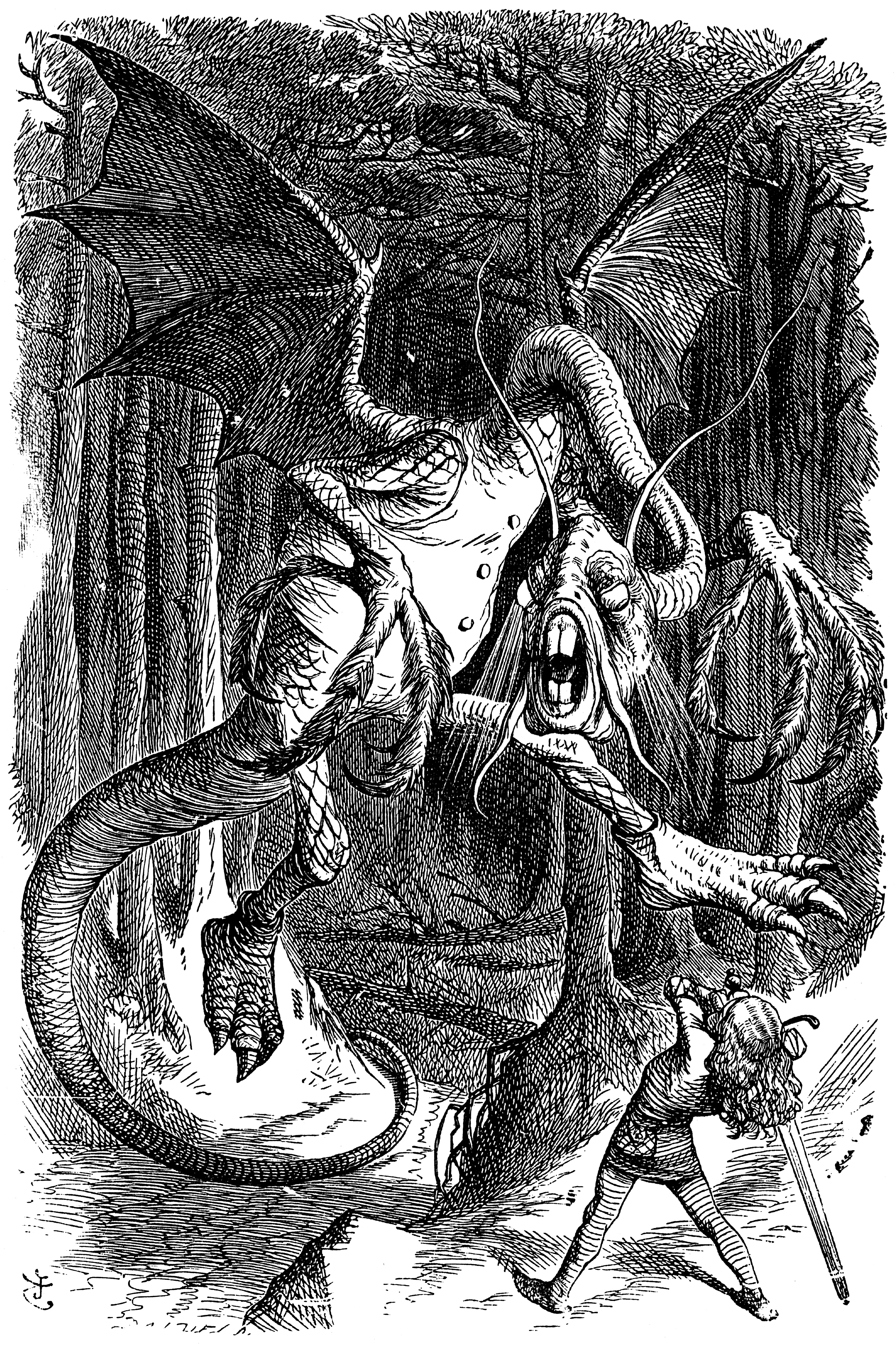
Ilustración de Jabberwocky, el poema sin sentido de Alicia a través del espejo en el que muchos críticos han identificado antecedentes de los acrónimos y neologismos de Finnegans Wake.

Aunque se ha hablado mucho de las numerosas lenguas del mundo que se utilizan en la fusión lingüística del libro, la mayor parte de los idiomas poco conocidos aparece solo raramente, en pequeñas dosis, y la mayoría de los críticos está de acuerdo con Ruch en que el sentido latente de la lengua, pese a su manifiesto hermetismo, es «básicamente el inglés». Burrell también revela que miles de los neologismos joyceanos «se basan en idénticos principios etimológicos que el inglés normativo». Sin embargo, el uso del idioma del Wake no es exclusivo en la historia de la literatura; muchos críticos han descrito, por ejemplo, dichos acrónimos y neologismos como directamente tributarios de la obra de Lewis Carroll, Jabberwocky [poema sin sentido contenido en Alicia a través del espejo].

Joyce murió poco después de la publicación, pero durante la escritura hizo una serie de afirmaciones sobre sus pretensiones de originalidad. En una carta a Max Eastman, por ejemplo, sugiere que la decisión de emplear un lenguaje exclusivo y complejo fue el resultado directo de sus intentos de representar la noche: 
Para escribir sobre la noche, me di cuenta de que realmente no podía, sentí que no podría utilizar palabras en sus conexiones ordinarias. Utilizadas de esta manera no expresan cómo son las cosas en la noche, en las diferentes etapas, el consciente, semiconsciente, el inconsciente. Comprendí que no se podía trabajar con las palabras en sus relaciones y conexiones ordinarias. Cuando llega la mañana, por supuesto, todo se ve claro otra vez.[...] Y yo reintegro todo a su inglés habitual; no voy a destruirlo para siempre.
 Se sabe que Joyce en este sentido le dijo a su amigo Arthur Power que «lo claro y conciso no puede hacer frente a la realidad, ser real es estar rodeado de misterio». Sobre la gran cantidad de juegos de palabras empleados en la obra, Joyce argumentó a Frank Budgen: «Después de todo, la Santa Iglesia Católica Apostólica Romana fue construida sobre un juego de palabras. Seguramente fue suficiente para mí», y contra las acusaciones de trivialidad respondió: «Sí, algunos de los medios que utilizo son trivial y otros son quadrivial».
Una gran cantidad de juegos de palabras es de tipo etimológico. Las fuentes dicen que Joyce disfrutaba profundizar en la historia y en la evolución de los significados de las palabras, y que su principal obra de consulta fue An Etymological Dictionary of the English Language, del Rev. Walter W. Skeat (Oxford, Clarendon Press, 1879). Por ejemplo, una de las primeras entradas de este diccionario, en la letra A, comienza así: «...(1) 'adown'; (2) 'afoot'; (3) 'along'; (4) 'arise'; (5) 'achieve'; (6) 'avert'; (7) 'amend'; (8) 'alas'; (9) 'abyss'...». Después, el autor del diccionario escribe: «Estos prefijos se discuten en mayor detalle en los apartados de 'Of', 'On', 'Along', 'Arise'...'Alas', 'Aware', 'Avast'...». Parece probable que estas cadenas de palabras motivaran a Joyce a terminar su novela con la serie: «...a way a lone a last a loved a long»...

El también irlandés Samuel Beckett ayudó a Joyce recabando en tarjetas para la obra palabras de lenguas extranjeras y, más tarde, al empeorar la vista de su amigo, Beckett escribía el texto a su dictado. Beckett describe y defiende el estilo de Finnegans Wake de la siguiente forma:
Esta escritura que parece tan oscura es la quintaesencia del lenguaje, de la pintura y del gesto, con toda la claridad inevitable de los antiguos balbuceos. Vemos aquí la violenta economía del jeroglífico.
Frente a los obstáculos que hay que superar a fin de "comprender" el texto de Joyce, un puñado de críticos ha sugerido centrarse en el ritmo y el sonido de la lengua, y no solo en su "significado". Ya en 1929, Eugene Jolas subrayó la importancia de sonridad y la musicalidad de la obra. En su contribución a Our Exagmination Round His Factification for Incamination of Work in Progress, Jolas escribió:
Los que han oído al señor Joyce leer en voz alta el Work in Progress conocen la inmensa belleza rítmica de su técnica. Exhala un flujo musical que halaga al oído, que copia la estructura orgánica de las obras de la naturaleza, que se transmite cuidadosamente a cada vocal y consonante creados de oído.

El crítico, historiador y novelista canadiense Patrick Watson también ha argumentado en este punto, afirmando:
Esas personas que dicen que el libro es ilegible no han intentado leerlo en voz alta. Este es el secreto. Incluso si articulas las palabras en silencio, de repente lo que parecía incomprensible (Hubert Butler lo llamó "el conocido galimatías de Joyce") salta al sentido referencial, por su sonido, ya que página tras página surgen alusiones a frases familiares, parábolas, dichos de todo tipo, y el juego de gozosas palabras totalmente genial, que había pasado desapercibido hasta que realmente lo escuchas, transforma lo que era una agonía sospechosa en una aventura.

### Alusiones a otras obras
Finnegans Wake incorpora un gran número de alusiones y referencias a otros textos. Parrinder se refiere a ellas como «un ejemplo notable de intertextualidad», que contiene «una gran riqueza de referencias literarias». Entre las más destacados se encuentran las irlandesas en la balada "Finnegans Wake" de la que el libro toma su nombre, las que apuntan al filósofo italiano Giovanni Battista Vico y su Scienza Nuova, al egipcio Libro de los Muertos, a las obras de Shakespeare, y a textos religiosos como la Biblia y el Corán. Estas alusiones, en lugar de citar o hacer referencia directamente a una fuente, penetran en el texto de manera retorcida, a menudo a través de juegos de palabras humorísticos. Por ejemplo, Hamlet príncipe de Dinamarca, se convierte en "Camelot, prince of dinmurk" [Trad. libre: "Camelot, príncipe de dinmarka"] y la "Epístola a los Hebreos" de San Pablo se convierte en "farced epistol to the hibruws" [Trad. libre: "epístola fársica a los hebros"; 'farce' es farsa en español].
El libro comienza con una alusión a la Scienza Nuova, de Vico:
riverrun, past Eve and Adam's, from swerve of shore to bend of bay, brings us by a commodius vicus of recirculation back to Howth Castle and Environs. [Trad. libre: corre-río, más allá de "Eva y Adán", del desvío de la costa a la curva de la bahía, nos lleva por un comodamplio vicogiroviciado de recirculación de vuelta al castillo de Howth y Alrededores.]
"Commodius vicus" ['commodious': amplio, cómodo; 'vicus': especie de barrio en la antigua Roma, o también 'vicolo': callejón en italiano; 'vicus' equivale asimismo fonéticamente a 'vicious', vicioso, viciado] se refiere a Vico, quien propuso una teoría cíclica de la historia en esa obra. Este sostenía que el mundo estaba llegando al final de la última de las tres edades, que son: la de los dioses, la de los héroes y la de los humanos. Estas ideas se repiten a lo largo de Finnegans Wake, como por ejemplo en la estructura en cuatro partes. El nombre de Vico aparece varias veces durante el Wake, lo que indica la deuda de la obra con sus teorías, tales como «El camino Vico da vueltas y vueltas para cumplir con los términos en que comienza». Una clara referencia a su teoría cíclica es que la historia con que se abre el libro es la continuación de la frase con que se cierra, lo que describe un ciclo de la obra.

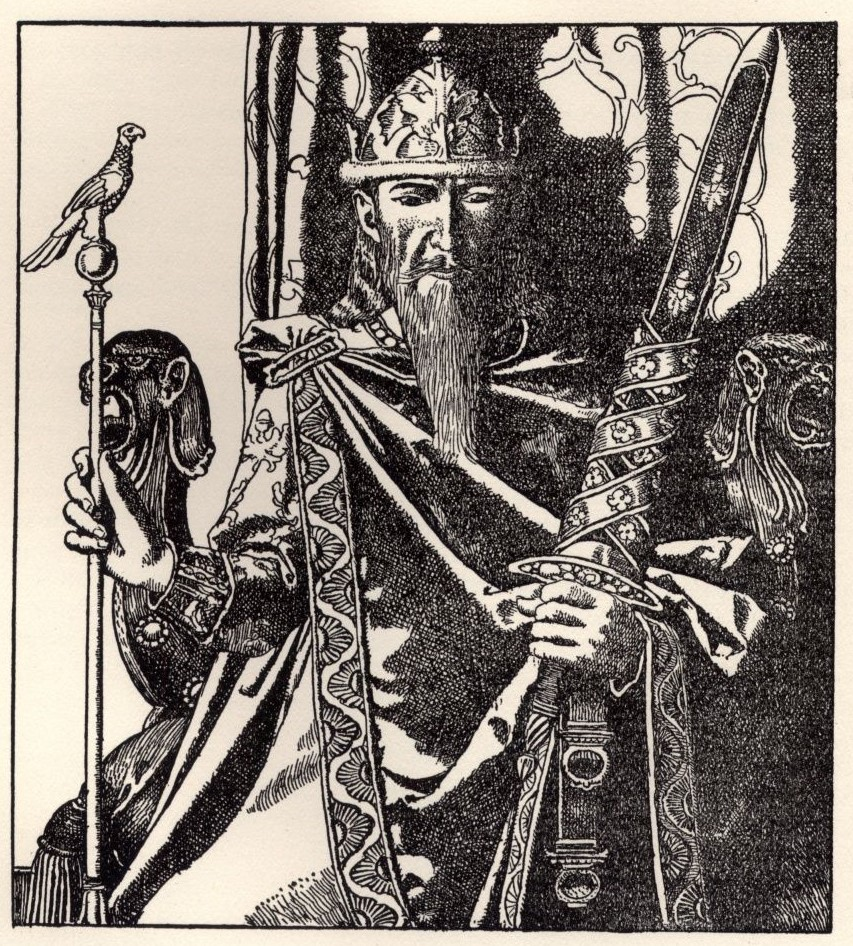
El libro alude con frecuencia al rey Marco de Cornualles y a su sobrino Tristán, caballero de Cornualles.

Del Antiguo Egipto Joyce extrajo el mito del dios Osiris y el Libro de los Muertos, la conocida colección de hechizos e invocaciones egipcios. Bishop sostiene que «es imposible pasar por alto la presencia vital del Libro de los Muertos en Finnegans Wake, obra que se refiere al Antiguo Egipto en incontables citas y alusiones». En una de sus últimas conversaciones, Joyce sugirió a Frank Budgen que escribiera un artículo sobre Finnegans Wake titulado "Libro de los Muertos de James Joyce". Budgen satisfizo a su amigo con su artículo "Joyce's Chapters of Going Forth by Day" ["Capítulos de Joyce de La Salida al Día", como también se conoce al Libro de los Muertos], en que destacó muchas de las alusiones de la novela a la mitología egipcia.
A la leyenda de Tristán e Isolda, un triángulo de amor trágico entre la princesa irlandesa Isolda, el caballero de Cornualles Tristán y su tío el rey Marco de Cornualles también se alude con frecuencia en esta obra, especialmente en el Libro II, capítulo 4. Fargnoli y Gillespie sostienen que «varios temas y motivos a lo largo de Finnegans Wake, como la condición de cornudo de Humphrey Chimpden Earwicker (que representa al rey Marco), así como los intentos de Shaun de seducir a Issy, se relacionan directamente con Tristán e Isolda [...] otros motivos relacionados con la pérdida de Earwicker de autoridad, tales como las fuerzas que usurpan el estatus de los padres, también se basan en Tristán e Isolda».

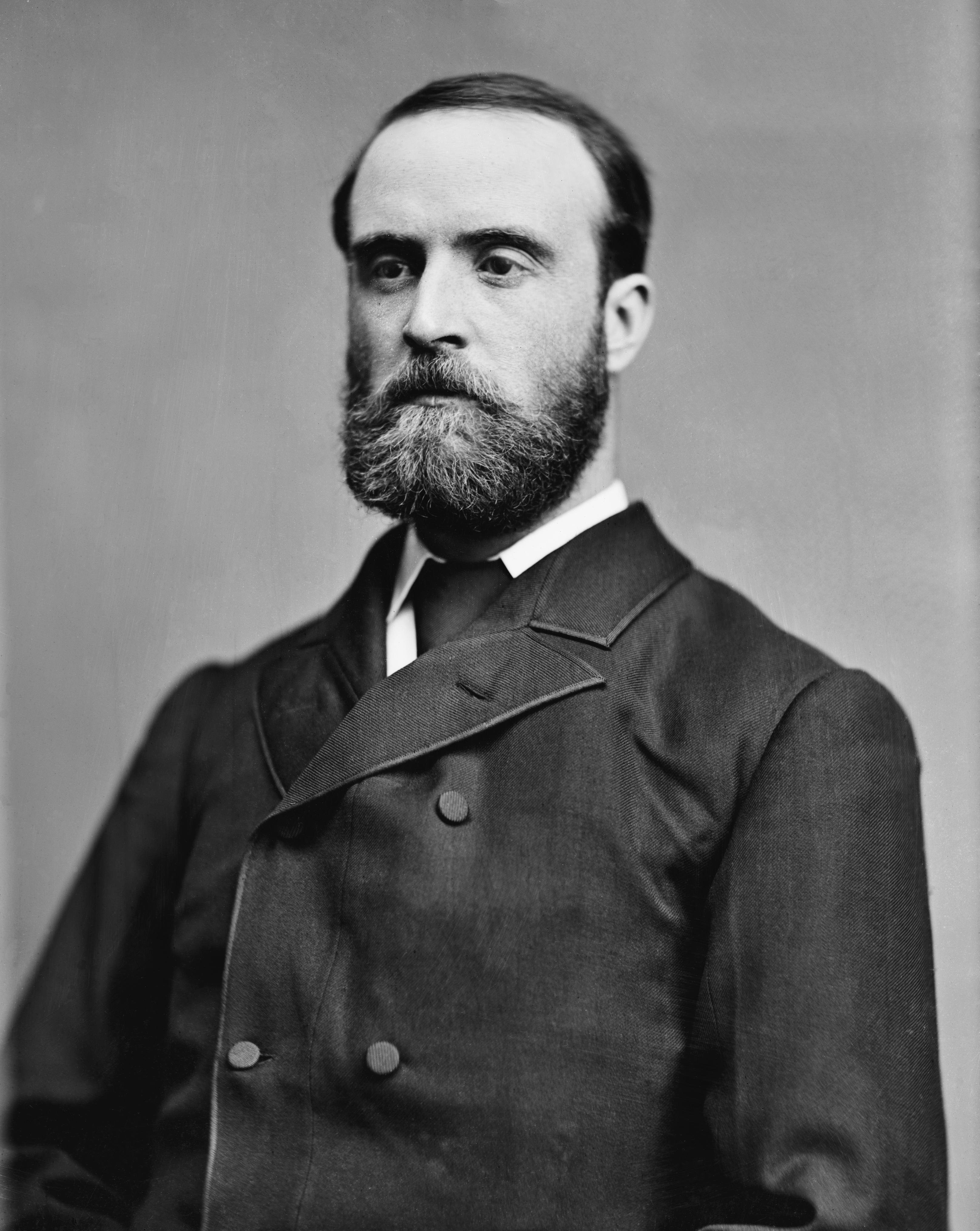
El texto alude también a figuras reales como el terrateniente protestante Charles Stewart Parnell, con quien HCE se identifica.

El libro también alude con frecuencia a la mitología irlandesa, como cuando HCE corresponde al guerrero Fionn mac Cumhaill, Issy y Anna Livia hacen de la princesa Gráinne, y Sem/Shaun de Dermot (Diarmaid). El texto alude también a figuras reales como Charles Stewart Parnell, con quien HCE se identifica. El ataque de Shem a su padre refleja el intento del calumniador Richard Pigott de incriminar a Parnell en los "Asesinatos de Phoenix Park", de 1882, por medio de cartas falsas. Pero, dada la flexibilidad de la alusión en Finnegans Wake, HCE asume también el carácter de Pigott, porque así como HCE se traiciona a sí mismo como libertino, Pigott se traicionó a sí mismo en la investigación sobre la falsificación al escribir mal "hesitency" como "hesitancy" [duda], y esta palabra mal escrita aparece con frecuencia en el Wake.
El Finnegans también hace gran número de alusiones a textos religiosos. Cuando HCE se presenta por primera vez en el capítulo I.2, el narrador relata que «en el principio» era «un corpulento jardinero de edad avanzada», lo que equivale a la figura de Adán en el Jardín del Edén. Spinks destaca aún más esta alusión al señalar que al igual que HCE comete un delito no especificado en el parque, también Adán «comete un delito en un jardín».

### Influencia noruega
Dublín fue uno de los primeros asentamientos vikingos. Al ser el escenario de Finnegans Wake, Joyce incorporó en su obra varios elementos lingüísticos y culturales noruegos (en su mayor parte, referencias del bokmål). Por ejemplo, uno de los principales cuentos del capítulo II.3 es el de un sastre noruego. A su vez, palabras y expresiones noruegas como bakvandets, Knut Oelsvinger y Bygmester Finnegan (esta última en referencia al drama de Ibsen El maestro constructor) aparecen a menudo en la novela. De hecho, la mayoría de las obras de Ibsen, muchos de sus personajes y también algunas citas se hallan referenciados en el Wake. 
A medida que Joyce avanzaba en la obra, cada vez introducía más referencias de la literatura y los idiomas escandinavos, para lo que contrató a cinco profesores de noruego. El primero fue el poeta Olaf Bull. Joyce quiso leer textos noruegos en el idioma original, incluyendo la obra sobre mitología nórdica Norrøne Gude- og Heltesagn, de Peter Andreas Munch. Buscaba crear juegos de palabras y asociaciones inusuales a través de las barreras del lenguaje, una práctica que Olaf Bull comprendía bien. Las líneas de los poemas de Bull resuenan a través de Finnegans Wake, y el propio Bull se materializa con el nombre de "Olaph the Oxman", un juego de palabras con su apellido ["Olaf el Boyero"; 'ox': buey; 'bull': toro].

## Importancia y valoración literarias
Su importancia literaria ha sido controvertida desde su aparición, en forma de serie, en las revistas de los años veinte. La respuesta inicial tanto a las entregas serializadas como al libro definitivo fue en general negativa. Incluso los amigos cercanos y la familia desaprobaron un texto tan aparentemente impenetrable. El hermano del autor, Stanislaus, le reprendió por «escribir un libro sobre la noche incomprensible», y su antiguo amigo Oliver St. John Gogarty pensaba que este era una paparrucha lanzada por Joyce a la comunidad literaria. Y dijo: «se trata de la mayor bufonada en la literatura desde el Ossian de Macpherson». Ezra Pound, que siempre había sido paladín de Ulises, escribió: «No hay nada hasta ahora, según percibo, a menos que una visión divina o una nueva cura para la gonorrea puedan quizá valer tanta periferización circunambiental». H. G. Wells, en una carta personal a Joyce, sostuvo que «ha dado usted la espalda a los hombres comunes, a sus necesidades elementales y a sus restringidos tiempo e inteligencia. [...] Me pregunto: ¿quién demonios es ese Joyce que me exige tantas horas de vigilia de los pocos miles que todavía me quedan por vivir, para ser merecedor de una apreciación adecuada de sus caprichos y fantasías y destellos artísticos?». Por su parte, la benefactora de Joyce, Harriet Shaw Weaver, le escribió en 1927 para informarle de sus dudas con respecto a su nuevo trabajo, afirmando: «Soy de manera tal que no me preocupan mucho los resultados de su Factoría Mayorista Garantizada de Galimatías, como tampoco las tinieblas e ininteligibilidades de su sistema de lenguaje deliberadamente enredado. Eso sí, creo que está usted malgastando su genio».
Los comentarios de la comunidad literaria en general fueron igualmente despectivos. D. H. Lawrence declaró, en reacción a los fragmentos del Wake que iban publicándose por separado como "Work in Progress": «¡Por Dios, qué torpe olla podrida se ha vuelto James Joyce! ¡Nada más que restos y tallos de repollo de citas de la Biblia, y lo demás cocido en el jugo periodístico de una deliberada mente sucia; el viejo y duramente trabajado estancamiento haciéndose pasar por lo ultimísimo!». Vladimir Nabokov, gran admirador asimismo de Ulises, describió Finnegans Wake como «nada más que una masa sin forma y sin brillo del folklore falso, un libro como un flan frío, un ronquido persistente en la habitación de al lado [...] solo ciertos fragmentos poco frecuentes de entonaciones celestiales pueden redimirlo de la total insipidez». Es conocida la opinión lapidariamente negativa del, por otra parte, gran valedor de Ulises, Jorge Luis Borges:"Finnegans Wake es una concatenación de retruécanos cometidos en un inglés onírico y que es difícil no calificar de frustrados e incompetentes. [...] Jules Laforgue y Lewis Carroll han practicado con mejor fortuna ese juego".
En respuesta a estas críticas, la revista transition publicó a lo largo de la década de 1920 diversos ensayos, en defensa y explicación de la obra de Joyce. En 1929, estos ensayos (junto con algunos otros escritos para la ocasión) se recogieron bajo el título de Our Exagmination Round His Factification for Incamination of Work in Progress, siendo publicados por la librería Shakespeare and Company. En dicha colección aparece el primer encargo que se hizo a un joven Samuel Beckett, el ensayo titulado "Dante...Bruno. Vico...Joyce", junto con otras contribuciones a cargo de William Carlos Williams, Stuart Gilbert, Marcel Brion, Eugene Jolas y otros. Como Margot Norris pone de relieve, la agenda de esta primera generación de críticos defensores del Wake se orientó a «asimilar el texto experimental de Joyce a una vanguardia literaria cada vez más establecida e institucionalizada [y] fundamentar el último trabajo de Joyce como punta de lanza de una filosofía avant-garde empeñada en la revolución del lenguaje».
Tras su publicación como libro en 1939, Finnegans Wake recibió críticas de distinto signo, aunque mayormente negativas. La poeta Louise Bogan, en reseña aparecida en el periódico estadounidense The Nation, apuntó que, si bien el libro contenía «grandes bellezas, maravillosos pasajes de ingenio, gran variedad, la marca del genio y un conocimiento inmenso [...], al leerlo durante un largo período de tiempo le da a uno la impresión de ver la intemperancia convertirse en adicción, y luego libertinaje», y sostuvo que «el deleite con que Joyce reduce el conocimiento humano, la pasión y la religión a un revoltijo también es desconcertante». Edwin Muir escribió en Listener: «Como un todo, el libro es tan elusivo que no admite juicio alguno; no puedo decir si nos lleva a mundos cada vez más profundos de significado o directamente al sinsentido», aunque también reconoció: «Hay en él destellos ocasionales de una especie de poesía difícil de definir, pero de potencia extraordinaria». B. Ifor Evans afirmó algo parecido en el Manchester Guardian: debido a sus dificultados, el libro «no admite crítica», y argumentó que tal vez «dentro de veinte años, con estudios suficientes y con la ayuda de los comentarios que sin duda surgirán, podremos hallarnos en situación de valorarlo». Desmarcándose de los comentarios negativos que circulaban en ese momento, Evans escribió también: «La forma más fácil de lidiar con el último libro del Sr. Joyce sería [...] desestimarlo como la obra de un charlatán, pero el autor de Dublineses, Retrato del artista adolescente y Ulises no es ningún charlatán, sino un artista de proporciones muy considerables. Prefiero suspender mi juicio».
Desde la muerte de Joyce, los admiradores del libro han luchado contra la percepción pública de la obra apoyando este mismo argumento. Uno de los primeros defensores del Wake fue Thornton Wilder, quien escribió a Gertrude Stein y Alice Toklas en agosto de 1939, pocos meses después de la publicación: «Una de mis obsesiones [...] ha sido la nueva novela de James Joyce, la excavación de sus claves enterradas y la resolución de esa cadena ininterrumpida de rompecabezas eruditos, para llegar finalmente a una enorme demostración de ingenio y un montón de cosas hermosas; en eso he empeñado mi convalecencia nocturna. Muchas gracias a él». La publicación en 1944 del primer estudio en profundidad del texto final de Joyce, el ya mencionado A Skeleton Key to Finnegans Wake, a cargo del mitólogo Joseph Campbell y de Henry Morton Robinson, trató de demostrar a un público escéptico que si era capaz de hallarse la clave oculta, o "monomito", inscrito en el libro, entonces este podía leerse como una novela con personajes, trama y coherencia interna. Como resultado, a partir de las décadas de 1940 y 1960 el énfasis fundamental se alejó del concepto del Wake como una "revolución de la palabra" a una lectura que destacaba más bien su "coherencia lógica interna", de forma que el "vanguardismo" de la obra quedó en suspenso o aplazado mientras que el texto se contemplaba a través de los requisitos formales de la crítica estadounidense inspirada en el New criticism. Poco a poco el crédito artístico del libro comenzó a subir, hasta el punto de que, en 1957, Northrop Frye describió Finnegans Wake como «la gran épica irónica de nuestro tiempo» y Anthony Burgess elogió el libro como «una gran visión cómica, uno de los pocos libros del mundo que puede hacernos reír a mandíbula batiente casi en cada página».
En 1962, Clive Hart escribió el primer estudio extenso sobre el libro desde el del recién mencionado de Campbell: Structure and Motif in "Finnegans Wake". Este trabajo enfocó la obra desde el campo cada vez más influyente del estructuralismo. Sin embargo, en la década de 1960, fue el postestructuralismo francés el movimiento que ejerció más influencia en la lectura del Finnegans al reorientar la atención crítica de nuevo a sus experimentos lingüísticos radicales, así como en sus consecuencias filosóficas. Jacques Derrida desarrolló sus ideas de la literatura "deconstruida" en gran parte inspirado en Finnegans Wake (como se detalla en su ensayo "Dos palabras para Joyce"). Por eso, la teoría literaria y en particular el postestructuralismo han abrazado la innovación y la ambición de Joyce en su última novela.
Más recientemente, el Finnegans se ha convertido en parte constituyente cada vez más aceptada del canon literario, a pesar de que aún conserva muchos detractores. El estadounidense contemporáneo Tom Robbins es uno de los que hoy expresan mayor admiración por la compleja obra definitiva de Joyce. A su vez, John Bishop lo describió como el del «artefacto literario más deliberadamente elaborado que nuestra cultura ha producido [...] y, sin duda, uno de los grandes monumentos de las letras experimentales del siglo XX». La sección que más elogios ha recibido ha sido "Anna Livia Plurabelle" (Libro I, capítulo 8), que Parrinder describe: «Ampliamente reconocido como uno de los más bellos poemas en prosa de la lengua inglesa». En 1994, Harold Bloom, en su Canon occidental, afirmó sobre esta obra: «[si] el mérito estético vuelve a ocupar el centro del canon [esta obra] se encontraría lo más cerca posible que nuestro caos podría estarlo de las alturas de Shakespeare y Dante», y, como se ha visto, en 1998 la Modern Library colocó Finnegans Wake en el puesto setenta y siete dentro de su lista de las "100 mejores novelas en inglés del siglo XX".
En 2012, el editor de la obra, Len Platt, escribió que en el contexto de la posmodernidad, Finnegans Wake, debido a sus sorprendentes características y a su subversión de todo prejuicio relativo al mundo occidental, se ha convertido en una obra maestra de la cultura de la globalización, en expresión de una realidad que, según el parecer del sociólogo Zygmunt Bauman, se caracteriza menos por su solidez material que por su líquida ambigüedad.
Aunque, como se ha visto, escritores y críticos de la talla de Harold Bloom, Anthony Burgess o William York Tindall prefieren el Finnegans a las otras obras del irlandés, muchos otros autores, entre ellos Mary T. Reynolds, Elmer Adler, Lee Spinks, Declan Kiberd, y otros, señalan Ulises como la obra maestra de Joyce generalmente aceptada.

## Publicación

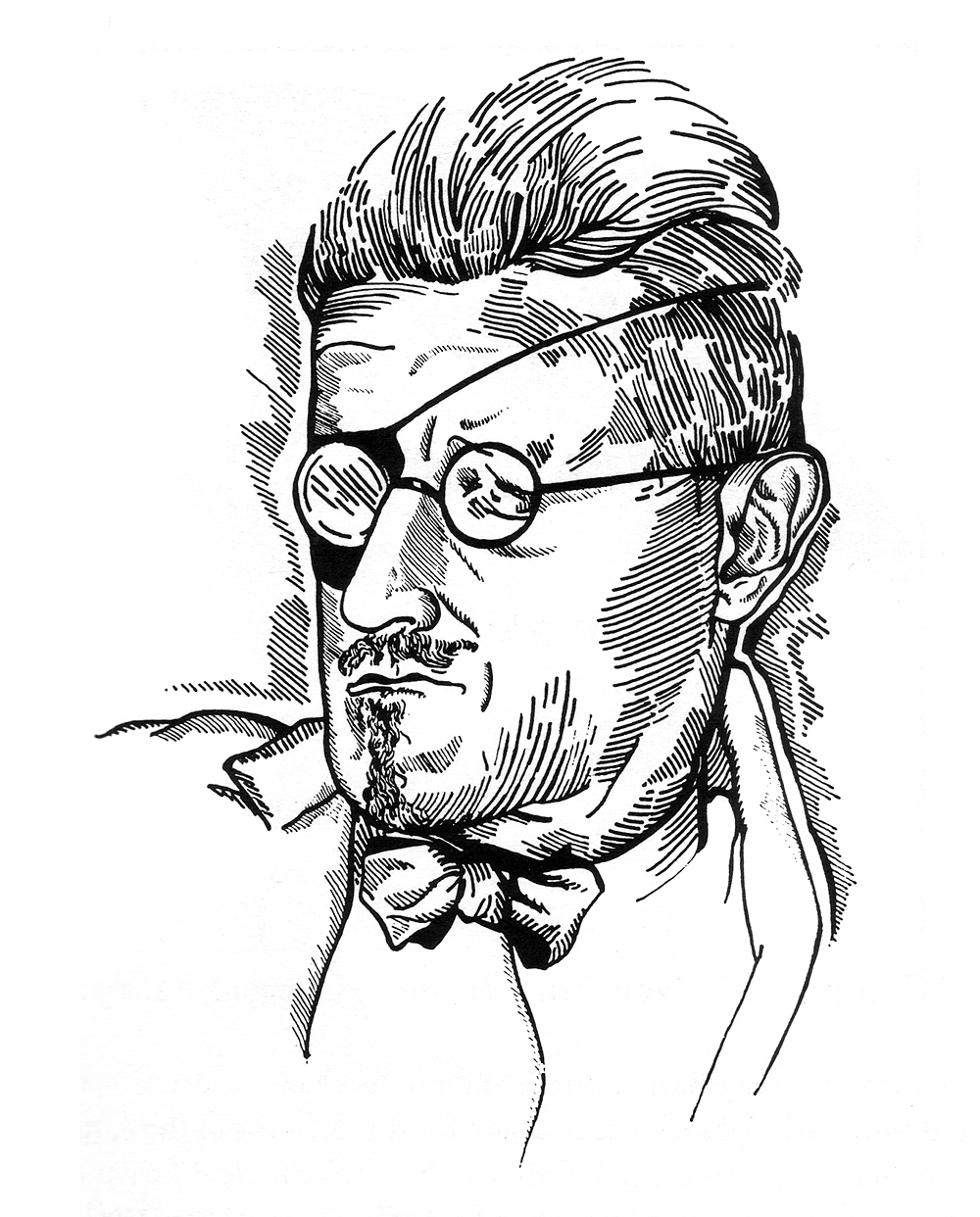
Dibujo de Joyce de 1922, el año en que comenzó a redactar Finnegans Wake.

Durante los diecisiete años de su composición, las revistas literarias parisinas Transatlantic Review, de Eugene Jolas, y transition publicaron varios fragmentos. Se ha argumentado que en su composición, como en la de Ulises, influyó su enmarañada publicación en serie. En octubre de 1923, en el apartamento parisino de Ezra Pound, otro escritor, Ford Madox Ford, convenció a Joyce de contribuir con nuevos escritos a la recién creadaTransatlantic Review, que dirigía. En abril de 1924 comenzó la publicación con la página ocho del borrador, titulada "Mamalujo". Este apareció bajo el título de "From Work in Progress" (que se aplicó también a las obras de Ernest Hemingway y Tristán Tzara publicadas en la misma edición), con el cual Joyce se referiría siempre a su última obra, hasta su publicación como libro en 1939. Este borrador aparecería en el texto final publicado, en forma radicalmente alterada, como el capítulo 2.4.
En 1925 se publicaron cuatro fragmentos más. "Here Comes Everybody" ["Aquí viene todo el mundo"] fue publicado como "From Work in Progress" ["Extraído de la obra en marcha"] en Contact Collection of Contemporary Writers, publicación editada por Robert McAlmon. "The Letter" ["La carta"] fue publicado como "Fragmento de una obra inédita" en la revista Criterion 3.12 (julio de 1925), y como "A New Unnamed Work" ["Una obra nueva sin nombre"] en Two Worlds 1.1 (septiembre de 1925). El primer borrador publicado de "Anna Livia Plurabelle" apareció Le Navire d'Argent de 1 de octubre, y la primera versión publicada de "Shem the Penman" apareció en la edición de otoño-invierno de This Quarter.
Entre 1925 y 1926 Two Worlds comenzó a publicar versiones refundidas de fragmentos publicados anteriormente, comenzando con "Here Comes Everybody" en diciembre de 1925, y luego "Anna Livia Plurabelle" (marzo de 1926), "Shem the Penman" (junio 1926), y "Mamalujo" (septiembre de 1925), todos ellos bajo el título "A New Unnamed Work".
Eugene Jolas hizo amistad con Joyce en 1927, lo que dio como resultado la publicación periódica de fragmentos revisados del Libro I en su revista transition. Titularon el primer fragmento publicado "Opening Pages of a Work in Progress" ["Páginas de apertura de una obra en marcha", en abril de 1927. En noviembre habían sido publicados los capítulos I.2 a I.8, en su secuencia correcta, bajo el título "Continuation of a Work in Progress" ["Continuación de la obra en marcha"]. Desde 1928 comenzaron a aparecer en transition los Libros II y III, con un breve extracto de II.2 ("The Triangle") publicado en febrero de 1928, y cuatro capítulos del Libro III entre marzo de 1928 y noviembre de 1929.
En este punto, Joyce comenzó a publicar libros individuales que recogían capítulos sueltos de la Obra en marcha. El primero, Tales Told of Shem and Shaun, apareció en la editorial de Harry y Caresse Crosby, Black Sun Press. Este contenía tres cortas fábulas de la novela relativas a los tres niños, Shem, Shaun e Issyː "The Mookse and the Gripes", "The Triangle" y "The Ondt and the Gracehoper". Faber and Faber editó libros con "Anna Livia Plurabelle" (1930) y "Haveth Childers Everywhere" (1931), el largo alegato de autodefensa de HCE con que se cierra el capítulo tercero del Libro III. Un año después publicaron Two Tales of Shem and Shaun, sin "The Triangle", a partir de la anterior edición de Black Sun Press. El Libro II se publicó en serie en transition, entre febrero de 1933 y mayo de 1938, y un último texto, Storiella as She Is Syung, fue publicado por Corvinus Press en 1937, aprovechando secciones de lo que lo que acabaría siendo el capítulo II.2.
En 1938, a transition solo le faltaba publicar el Libro IV. Sin embargo, Joyce siguió haciendo cambios significativos hasta la edición final de 1939, por lo que existen diferentes versiones de la obra y los críticos han llegado a distinguir Finnegans Wake de la Obra en marcha como obras distintas. El libro fue lanzado por Faber and Faber el 4 de mayo de 1939, es decir diecisiete años después de iniciada composición.

### Edición crítica enmendada
En marzo de 2010, Houyhnhnm Press, en coedición con Penguin, publicó una nueva «edición crítica enmendada», limitada a mil copias. En 2012 apareció una tirada comercial de esta edición. Editada por Danis Rose y John O'Hanlon, es del «resultado de treinta años de intensa colaboración entre los expertos en crítica textual Danis Rose y John O'Hanlon, los cuales verificaron, codificaron, compilaron y dilucidaron 20.000 páginas de notas, borradores o manuscritos mecanografiados y pruebas». Esta edición se explica por qué durante los 17 años que duró la composición, hubo hasta 20 versiones diferentes y el texto que Joyce le dio a sus editores tenía errores, que el autor no podía sin embargo detectar debido a su ceguera.
En palabras del editor, la nueva edición «incorpora unas 9000 pequeñas aunque cruciales correcciones y enmiendas, que abarcan los signos de puntuación, selección de fuente, el espaciado, faltas de ortografía, frases fuera de lugar y rupturas sintácticas». Por otra parte, «aunque individualmente menores, estos cambios son, sin embargo, cruciales, ya que facilitan la lectura del tejido esencial de un libro de tal densidad alusiva». Un intento de identificar exactamente estas «9.000 pequeñas aunque cruciales correcciones y enmiendas» se ha puesto en marcha en Fweet (Finnegans Wake Extensible Elucidation Treasury).

## Traducciones y trabajos derivados

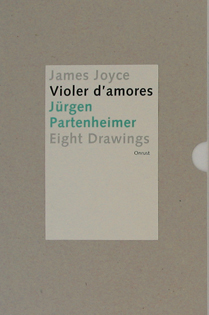
"Violer d'amores", serie de dibujos inspirados en el Finnegans Wake de Joyce, por Jürgen Partenheimer.

Por su complejidad lingüística, Finnegans Wake ha sido considerado como "intraducible". Sin embargo, ha sido traducida total o parcialmente a otros idiomas, como francés, italiano, alemán, húngaro, español (a cargo del argentino Marcelo Zabaloy y el mexicano J. D. Victoria), portugués, gallego, turco, holandés, polaco, japonés, coreano y chino.
Un musical, The Coach with the Six Insides, de Jean Erdman, basado en Anna Livia Plurabelle, se representó en Nueva York, en 1962. Varias secciones del libro fueron adaptadas para la escena por Mary Manning como Passages of "Finnegans Wake", adaptación que sirvió de base para una película sobre la obra, dirigida por Mary Ellen Bute, en 1965. Los artistas visuales daneses Michael Kvium y Christian Lemmerz crearon un proyecto multimedia denominado "the Wake", película muda de ocho horas basada en el libro. The Medicine Show Theater produjo una versión adaptada, a cargo de Barbara Vann, con música de Chris McGlumphy en abril de 2005. Esta versión recibió críticas favorables en la edición del 11 de abril de 2005 de The New York Times.
La obra del músico John Cage titulada Roaratorio: an Irish circus on Finnegans Wake combina el collage sonoro mencionado en Finnegans con slides o gigas irlandesas, mientras que Cage lee su Writing for the Second Time through Finnegans Wake, uno de la serie de cinco escritos que dedicó a la obra. El trabajo también recoge pasajes textuales del libro, como las canciones The Wonderful Widow of Eighteen Springs y Nowth upon Nacht. Phil Minton adaptó diversos pasajes del Wake a la música, en su álbum Mouthfull of Ecstasy (1998).
El músico André Hodeir compuso una cantata de jazz inspirada en Anna Livia Plurabelle, en 1966.

## Grabaciones
En 1929, el propio Joyce grabó un fragmento de la sección "Anna Livia Plurabelle" (Libro I, capítulo 8, desde la página 213, línea 13, hasta el final del capítulo).
En enero de 1992, el actor Patrick Healy leyó y grabó el texto completo en los estudios Bow Lane Recording, de Dublín, durante cuatro días. La grabación completa de veinte horas fue comercializada por la editorial The Lilliput Press, en una caja de diecisiete CD, con una edición limitada a mil unidades.

## Impacto cultural
Finnegans Wake es un texto complejo y se ha dicho que Joyce no lo habría escrito pensando en un público general. No obstante, más allá de las alusiones a su dificultad hay aspectos de la obra que han tenido repercusiones en la cultura popular. En el ámbito académico, el ganador del Premio Nobel de Física Murray Gell-Mann nombró un tipo de partícula subatómica como quark, con base en la frase "Three quarks for Muster Mark" de la página 383 de Finnegans Wake, que in inglés tiene el sonido de la palabra "kwork". De manera similar, el término "monomito" de la mitología comparada, según es descrito por Joseph Campbell en su libro El héroe de las mil caras, fue tomado de un pasaje del Finnegans Wake. Según la historia oficial de la compañía WordPress, su nombre fue inventado por Christine Selleck en marzo de 2003, aunque James Joyce ya lo había usado en la línea 9 de la página 20 de Finnegans Wake. El trabajo de Marshall McLuhan fue muy influenciado por James Joyce y se refiere en particular a Finnegans Wake a lo largo de Guerra y paz en la aldea global. La novela de Joyce también es la fuente del título de Here Comes Everybody de Clay Shirky. En 2011 Tangerine Dream editó un disco llamado Finnegans Wake.